# Kloster Wedinghausen

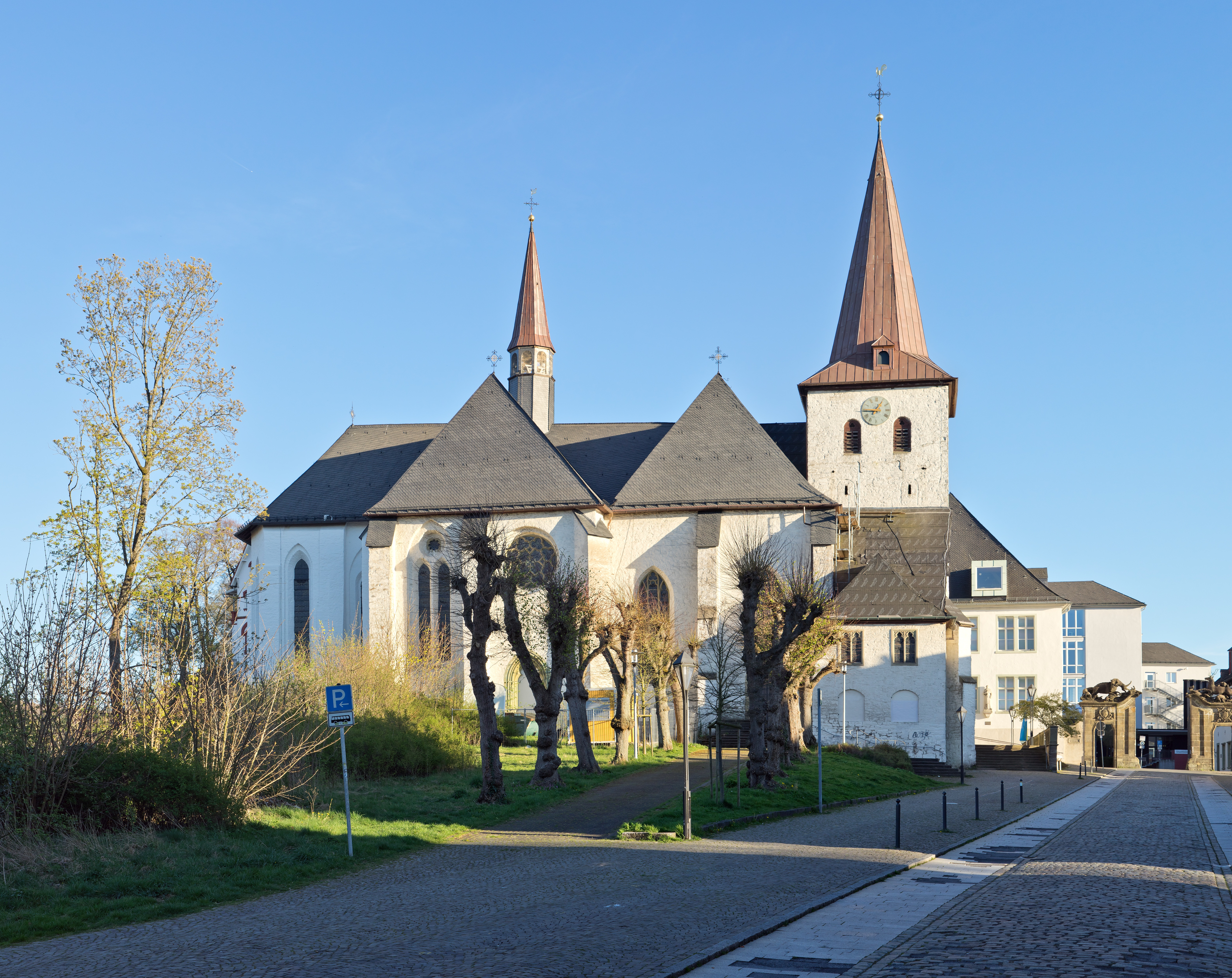
Propsteikirche, die ehemalige Klosterkirche Wedinghausen

Das Kloster Wedinghausen ist ein ehemaliges Prämonstratenser-Chorherrenstift in Arnsberg. Es wurde um 1170 gegründet und im Zuge der Säkularisation im Jahre 1803 aufgehoben.
Das Kloster war ein religiöses und kulturelles Zentrum der Grafschaft Arnsberg und später des Herzogtums Westfalen. Beim Aufenthalt der Kölner Erzbischöfe in der Residenzstadt Arnsberg ihres Nebenlandes, des Herzogtums Westfalen, diente die Klosterkirche vorübergehend als Kathedralkirche, ohne diesen kirchenrechtlichen Status zu besitzen. Nach der Besetzung des linken Rheinufers durch französische Truppen im Jahr 1794 wurde Wedinghausen Zuflucht des Kölner Domkapitels und Aufbewahrungsort des Dreikönigenschreins. Die Klosterkirche, welche bereits während des Mittelalters und in der Frühen Neuzeit auch Pfarrkirche der Stadt Arnsberg war, ist seit dem 19. Jahrhundert die römisch-katholische Gemeinde- und Propsteikirche St. Laurentius.

## Mittelalter

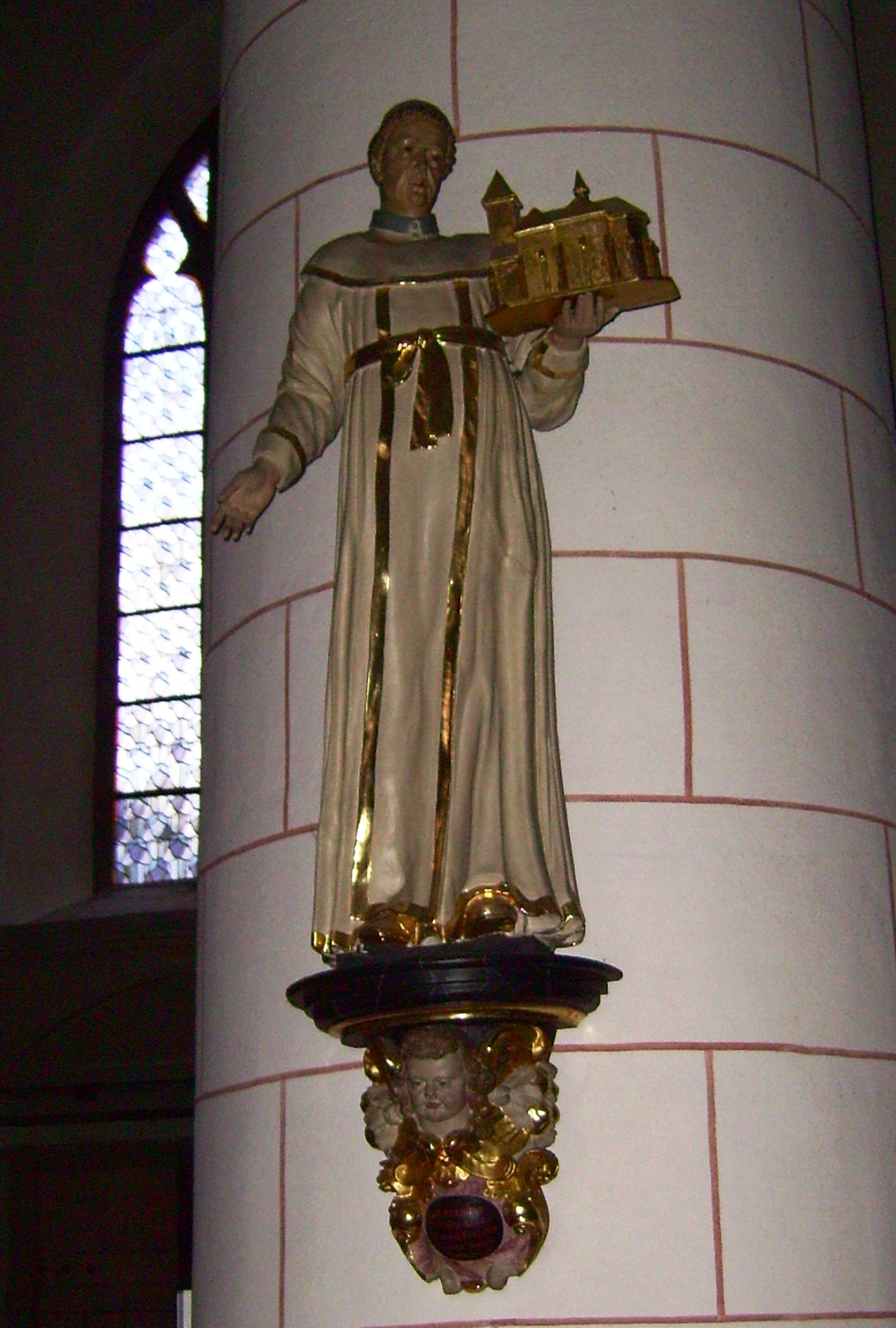
Graf Heinrich I. als Prämonstratenser. Als Hinweis auf seine Funktion als Klosterstifter hält er eine kleine Kirche auf einer Hand.

### Vorgeschichte
Im Gebiet des späteren Klosters existierte nach dem im 12. Jahrhundert zusammengestellten Propsteiregister der Abtei Essen-Werden im frühen 9. Jahrhundert ein Hof Wedinghausen. In dessen Nähe wurde später eine erste Kirche angelegt. Graf Bernhard II. von Werl-Arnsberg († um 1059) bestimmte die Kirche zur Grablege seines Hauses. Archäologische Ausgrabungen haben Reste eines möglichen Vorgängerbaus der späteren romanischen Kirche freigelegt. Dieser lag etwas südlich von Burg und Siedlung Arnsberg.
Wegen des Todes seines Bruders in seiner Haft – oft als Brudermord bezeichnet – wurde Graf Heinrich I. von Arnsberg von einem Bündnis hochrangiger Fürsten besiegt. Zu ihnen gehörten neben verschiedenen Bischöfen auch der Erzbischof von Köln Rainald von Dassel sowie Heinrich der Löwe in seiner Eigenschaft als Herzog von Sachsen. Da die Tat des Grafen mit einem Sakrileg verbunden war – der Bruder war während einer Messe verhaftet worden –, musste Heinrich mit einer strengen Bestrafung rechnen. Nur dank der Fürsprache Friedrich Barbarossas waren die Bedingungen erträglich. Heinrich musste einigen Besitz abgeben und die Arnsberger Burg vom Kölner Erzbischof nominell zum Lehen nehmen. Außerdem musste er zur Sühne geloben, ein Kloster zu gründen.

### Gründungsphase

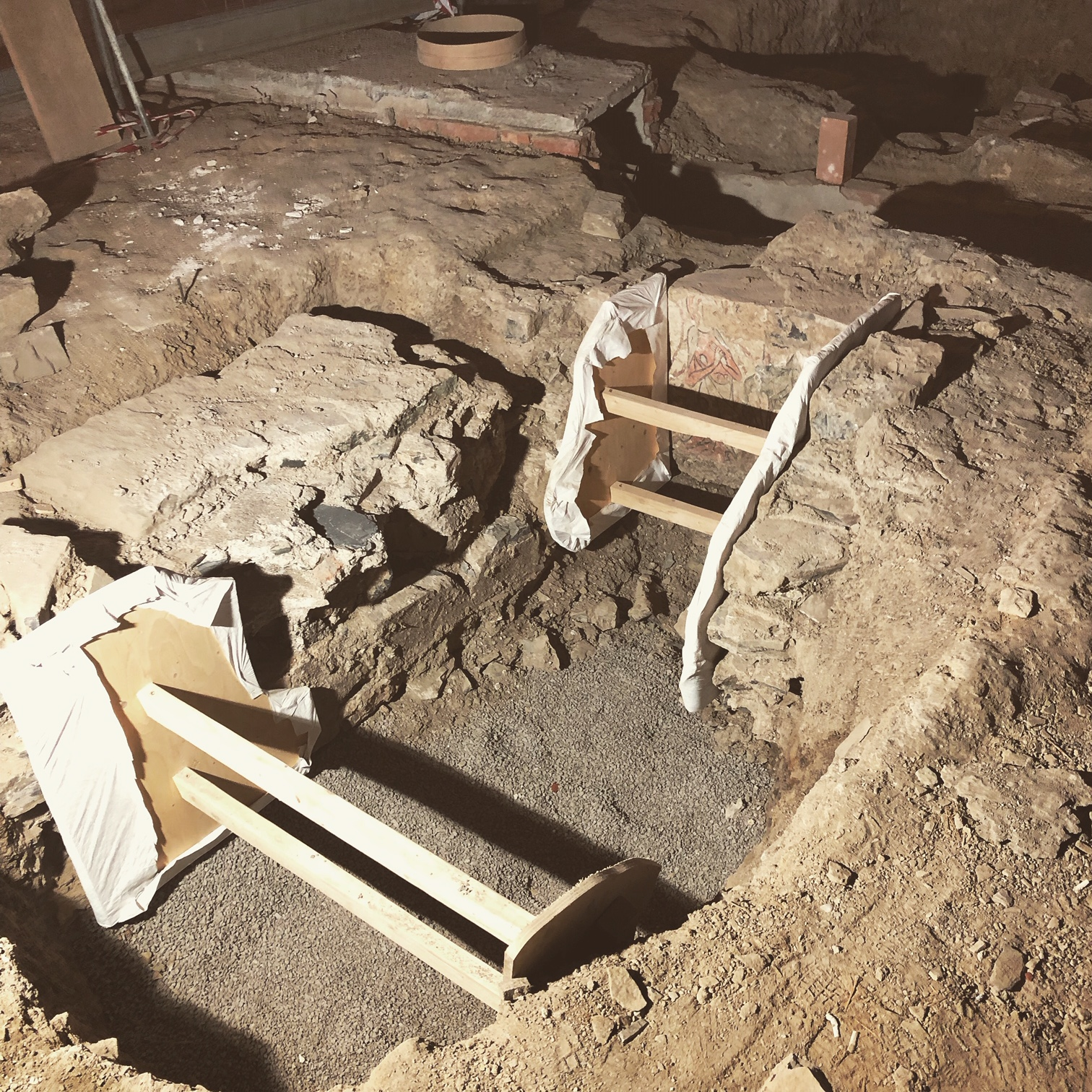
Ausgrabung der Grabkammer der Arnsberger Grafenfamilie aus dem 14. Jahrhundert (1320–1340) mit teilweise erhaltener Bemalung im Kapitelsaal des Klosters

Heinrich entschied sich für eine Klostergründung des Reformordens der Prämonstratenser an der Stelle der gräflichen Grablege. Patrone des Klosters waren Laurentius und Maria. Besondere Verehrung genoss auch die heilige Benedicta von Origny; sie ist zweite Patronin der Klosterkirche.
Wedinghausen war das einzige Prämonstratenserkloster in Westfalen, das nicht dem Filiationsverband des Klosters Cappenberg angehörte. Die ersten Bewohner des Klosters kamen vielmehr aus dem niederländischen Kloster Marienweerd bei Utrecht. Das geschah keineswegs zufällig, war es doch eine Gründung der Vorfahren des Grafen aus der Adelsfamilie von Cuyck. Marienweerd behielt auch in den folgenden Jahrhunderten eine gewisse Oberaufsicht über Wedinghausen und hatte bestimmte Vorrechte. So saßen seine Vertreter den Wahlen der Klosterleiter vor. Nach dem Untergang des Mutterklosters während der Reformation übernahm die Abtei Knechtsteden diese Funktion.
Erzbischof Philipp I. von Heinsberg bestätigte 1173 die Gründung des Klosters. Damit verbunden war auch die Herauslösung aus dem Dekanatsverband und die Übertragung der Pfarrrechte für Arnsberg und Umgebung. Erzbischof Bruno von Berg verlegte das Kloster offenbar 1193 vorübergehend nach Rumbeck. Dies erwies sich bald als Fehler und das Privileg von Papst Coelestin III. von 1197 sah wieder Wedinghausen als Sitz der Gemeinschaft vor.

### Klösterliche Gemeinschaft

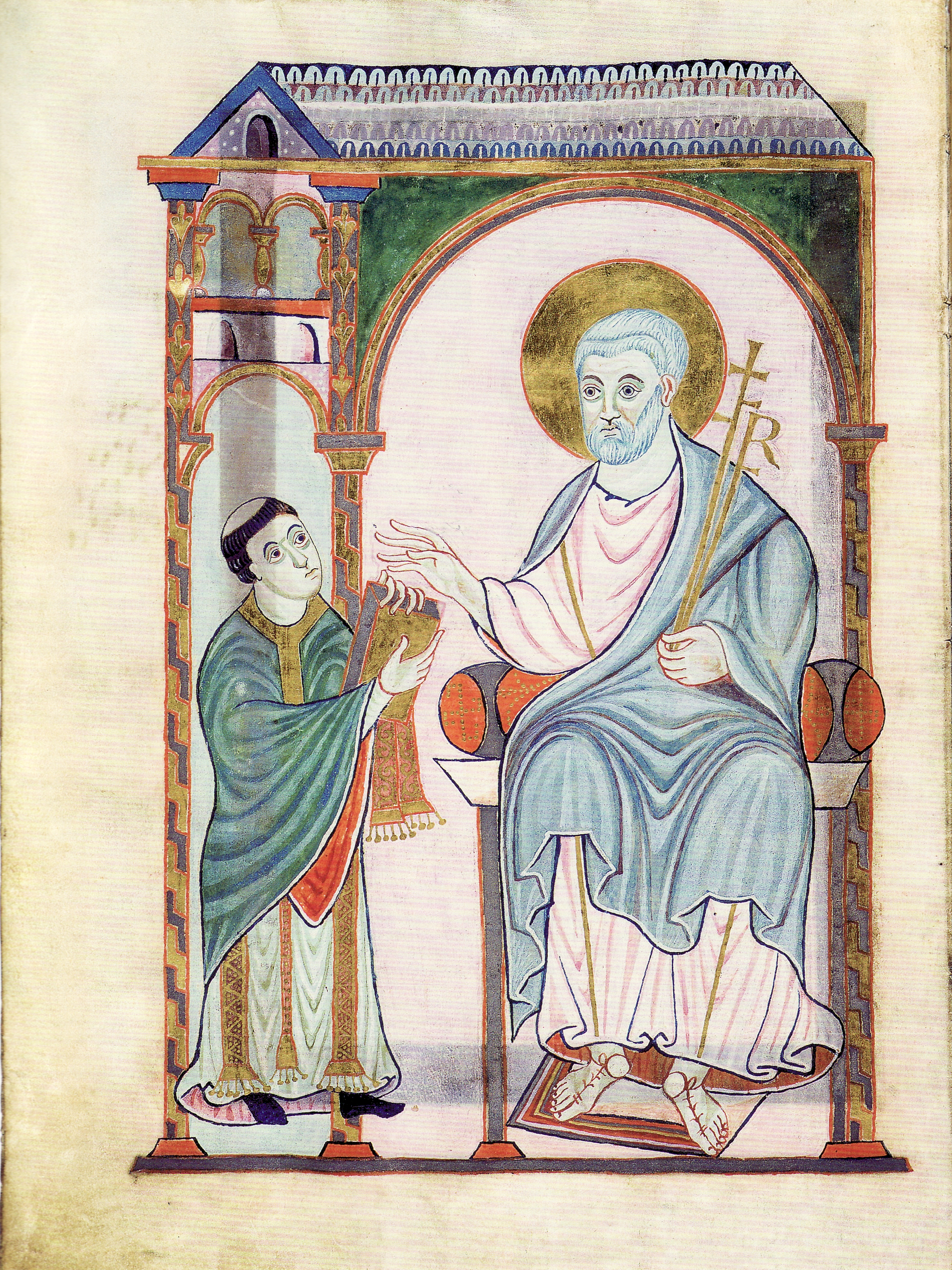
Der Gero-Codex aus der Zeit vor 969 war lange Zeit im Besitz des Klosters Wedinghausen

Die Prämonstratenser waren ein von Norbert von Xanten in Prémontré im Jahre 1120 gegründeter Orden regulierter Chorherren, auch Regularkanoniker genannt. Das heißt, es ist strenggenommen eine Gemeinschaft von Priestern und nicht von Mönchen. Obwohl Wedinghausen deswegen eigentlich als Stift bezeichnet werden müsste, sprach man bereits zeitgenössisch vom Kloster Wedinghausen.
Auch die Prämonstratenser legten das Armuts-, Enthaltsamkeits- und Gehorsamsgelübde a. Ihre Lebensweise folgte weitgehend den monastischen Standards. Dazu gehörte etwa die Einhaltung des Stundengebets und das gemeinschaftliche Mahl im Refektorium. Im Unterschied zu Mönchsorden verbanden die Prämonstratenser aber das Klosterleben mit der pfarramtlichen Seelsorge. Von Arnsberg aus wurden verschiedene Pfarrstellen in der Umgebung mit Angehörigen der Gemeinschaft besetzt.
Der Klosterleiter führte wie in anderen westfälischen Prämonstratensereinrichtungen den Titel eines Propstes. Von einer vorübergehenden Verwendung an der Wende zum 13. Jahrhundert abgesehen, trug der Vorsteher des Klosters erst nach 1518 und bis zur Aufhebung des Klosters den Titel Abt. Weitere Klosterämter im Mittelalter waren der Prior, der Subprior, der Camerarius, der Thesauraius, der Cellerarius, der Custos und der Cantor. Hinzu kam Plebanus, zuständig für den Pfarrgottesdienst.
Neben den canonici lebten in den Niederlassungen der Norbertiner auch Laienbrüder (conversi). Sie waren bis ins 14. Jahrhundert recht zahlreich. Sie waren anfangs auch mit der Verwaltung der Klostergüter befasst, später waren es vor allem Handwerker.
Bemerkenswert ist, dass Wedinghausen nicht nur Adelige aufnahm, sondern ständisch gemischt war. Dennoch dominierten Nachkommen des Ritteradels aus dem Sauerland und dem Hellweggebiet. Auch das Patriziat aus Soest war stark vertreten.

### Beziehungen zu den Grafen und der Stadt Arnsberg

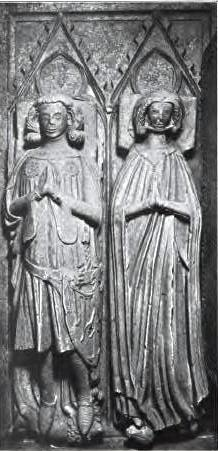
Grabmal des Grafen Heinrich und seiner Frau Ermengard

Mit der Grafenfamilie blieb das Kloster auch weiterhin eng verbunden. Das beschränkte sich nicht nur auf Schenkungen. Heinrich I. trat nach dem Tod seiner Frau selbst als Laienbruder in das Kloster ein. Sein Sohn Heinrich II., der dem Kloster erhebliche Besitzungen überließ, erwirkte für sich und seine Frau Ermengard die Bestattung im Kloster. Ihr Sohn Konrad von Rietberg ließ 1275 die Grafenkapelle erbauen. Dessen Nachfahrin Beatrix von Rietberg, verheiratet mit Wilhelm von Arnsberg, fand ihr Grab um 1330 im Kreuzgang. Der Bruder Wilhelms trat selbst als Konventuale in das Kloster ein und wurde später Abt im Kloster Steinfeld. Der letzte Graf von Arnsberg Gottfried IV. verzichtete 1352 auf jegliche Vogteirechte.
Seit 1314 verpachtete Wedinghausen die landwirtschaftlichen Flächen des Haupthofes Evenho an Arnsberger Bürger. Darüber gab es nie Konflikte. Dagegen kam es um die Markengerechtsame immer wieder zu heftigen Auseinandersetzungen, die im 16. Jahrhundert ihren Höhepunkt erreichten. Zweimal jährlich hatten die Arnsberger als Pfarrkinder zum Sendgericht in Wedinghausen zu erscheinen.

### Geistliche Beziehungen
In Arnsberg inkorporierte das Kloster mit Hinweis auf das päpstliche Privileg von 1197 im Jahr 1323 die früher von einem Weltgeistlichen betreute Stadtkapelle St. Georg. Der dortige Gottesdienst wurde nun von einem Klosterangehörigen gehalten. In der von den Dekanatsstrukturen ausgenommenen Pfarrei Arnsberg, verfügte der Prior beziehungsweise der Abt über das Archidiakonat.
Schon zuvor griff das Kloster über den engeren Raum Arnsberg hinaus. So unterstand ihm bald sowohl die Pfarrkirche in Werl (seit 1196) als auch die alte Urpfarrei der Umgebung, St. Petri (Hüsten) (seit 1363). Hinzu kamen eine Kaplanenstelle in Bergstraße bei Werl (seit 1338) und die Vikarie in Rhynern (seit 1653). Auch die Besetzung einiger Vikarien in Werl bestimmte Wedinghausen. Dabei waren die Johannes- und Michalesvikarie mit Konventualen zu besetzen. Letztere war eine Stiftung der Erbsälzer von 1485. Erzbischof Heinrich von Molenark übertrug seine Kapelle in Werl 1231 ebenfalls an Wedinghausen.
Außerdem hatte Wedinghausen die Aufsicht über die Klöster in Rumbeck und Oelinghausen inne. Über die Unterstellung Oelinghausens hatte es Streit mit dem Kloster Scheda gegeben. Eine Entscheidung darüber traf das Generalkapitel in Premontre 1228 zu Gunsten von Wedinghausen. Bis zum Ende des Heiligen Römischen Reiches blieb Wedinghausen Mutterkloster für diese beiden Frauenstifte und stellte in der Regel die dortigen Priore, Kapläne und Beichtväter. Während Rumbeck direkt einem Propst aus Wedinghausen unterstand, konnte sich Oelinghausen bis ins 16. Jahrhundert die freie Wahl des Propstes bewahren.
Innerhalb des Prämonstratenserordens bestanden im 13. Jahrhundert Gebetsverbrüderungen bis hin zur englischen Abtei Beauchief. Im dortigen Nekrolog werden auch einige Klostervorsteher aus Wedinghausen genannt.
Eine Gebetsverbrüderung bestand im 14. und 15. Jahrhundert mit dem Damenstift Freckenhorst.

### Ökonomische Basis

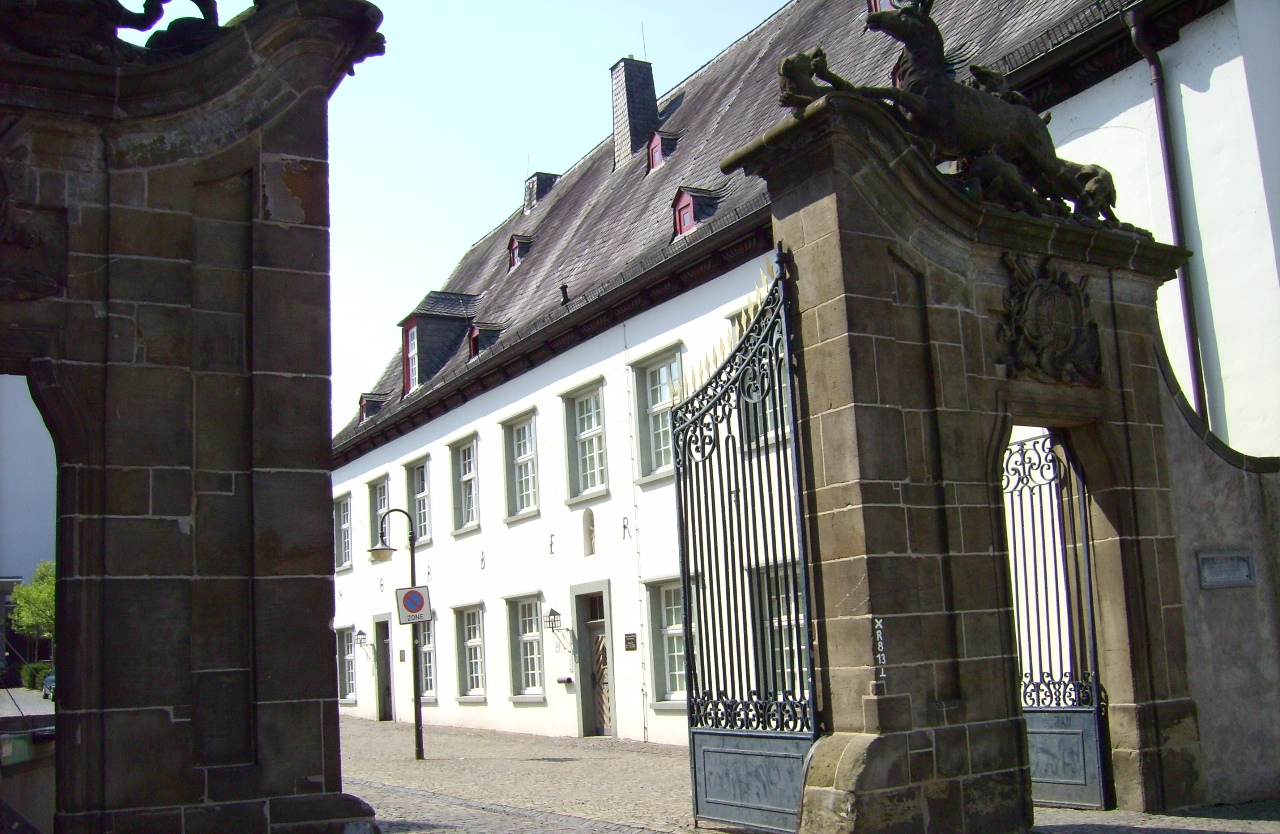
Ehemalige Prälatur mit Hirschberger Tor

Die Prämonstratenser haben auch im Sauerland in den ersten Jahrhunderten nach ihrer Entstehung zur Verbesserung der Landwirtschaft beigetragen. Das Kloster Wedinghausen verfügte zum Zeitpunkt seiner Gründung neben dem alten Haupthof gleichen Namens über den Hof Lenole bei Rumbeck, den Hof Hachnen (im heutigen Hachen), zwei nicht genau zu lokalisierende Höfe Holthusen und Ekkinghusen, sowie den Hof am Kahlen Berg im Bereich des heutigen Arnsberger Stadtteils Schreppenberg. Sie waren verpflichtet, dem Kloster den Zehnten aus neu gerodeten Äckern zu liefern. Außerdem besaß das Kloster bestimmte Rechte an Wäldern, Weide und dem Bereich der Fischerei. Um 1185 kamen weitere Besitztümer hinzu. Das Kloster erhielt vom Grafenhaus die Rechte an den Haupthöfen Evenho (auf dem Schreppenberg) sowie Marsvelde (heute Moosfelde) bei Neheim und das Eichholz als direkt an das Kloster anschließendes Waldstück zugesprochen.
Die Söhne von Heinrich I., Gottfried II. und Heinrich II., die sich als Mitstifter verstanden, vermachten der Gemeinschaft weitere Besitzungen. Auch weitere Adelige, insbesondere die Burgherren der Rüdenburg, Vertreter der hohen Geistlichkeit wie etwa die Kölner Erzbischöfe und später auch Bürger aus Arnsberg, Werl oder Soest übertragen Besitzrechte auf das Kloster. Der Wetterhof unterhalb des Klosters ging 1207 gegen jährliche Abgaben vom Stift Meschede auf Wedinghausen über.
Bereits Anfang des 13. Jahrhunderts war Wedinghausen wohlhabend genug, um selbst Höfe käuflich zu erwerben. Dazu gehörte etwa der Haupthof Herdringen mit weiteren fünf kleinen Höfen in der Umgebung. Vom Grafenhaus, das Geld für die Teilnahme an einem Kreuzzug benötigte, wurde 1217 ein Hof bei Werl und eine Mühle käuflich erworben. Die Besitzungen waren schließlich so umfangreich, dass sie vom Kloster nicht mehr selbst verwaltet werden konnten und verpachtet werden mussten. Erzbischof Engelbert von Berg übertrug dem Kloster 1221 das Gut Wintrop, das bisher in Lehensbesitz der Herren von Ardey war. Später erwarb Wedinghausen auch den Zehnten aus diesem Besitz.

### Skriptorium, Schule und weitere Klostereinrichtungen

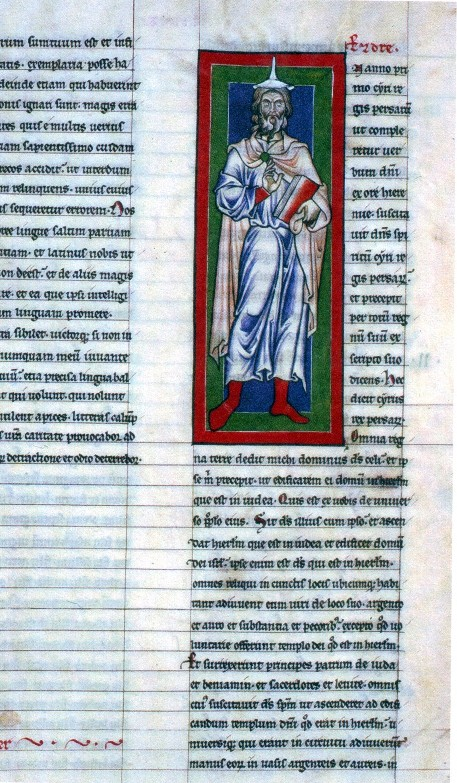
Prophet Ezra in einer Bibelhandschrift des Klosterschreibers Ludovicus (um 1220)

Wedinghausen wurde sowohl wirtschaftlich als auch kulturell und geistig zu einem Zentrum der Grafschaft Arnsberg. Bald nach der Gründung entstand ein überregional bekanntes Scriptorium. Caesarius von Heisterbach erwähnte den aus England stammenden Klosterschreiber Richard von Arnsberg, der um 1190 in Wedinghausen starb. Er hatte eine mehrfach kopierte und später auch gedruckte Schrift zur Heiligen Ursula und den elftausend Kölner Jungfrauen verfasst. Als man 20 Jahre nach Richards Tod sein Grab öffnete, fanden die Brüder dessen Hand unversehrt und verehrten sie seither als Reliquie. Etwa um 1210–1236 wirkte mit Ludovicus Scriptor ein begabter Schreiber und Illustrator, von dem eine zweibändige Bibel erhalten ist. Er schrieb auch eine Darstellung des Untergangs der Burgunder, die dem Verfasser der Thidreksage als Vorbild diente. Insgesamt sind aus der Schreibstube drei Handschriften erhalten, die sich heute in Darmstadt befinden. Die Forschung geht davon aus, dass es sich bei den erhaltenen Werken nicht Gelegenheitsarbeiten gehandelt haben kann. Vielmehr hat Ludovicus eine lange Erfahrung gehabt und weitere verlorene Werke geschaffen haben. Wahrscheinlich ist auch, dass er Schüler gehabt hat. Eine etwa zwanzig Jahre später entstandene dreibändige Bibelhandschrift aus dem Kloster Bredelar wurde von Vorbildern aus Wedinghausen beeinflusst. Auch die bekannte Bredelarer Bibel dürfte so beeinflusst worden sein. Sowohl die Wedinghauser wie auch die Bredelarer Bibel weisen einen Buchfluch auf.
Bereits im Mittelalter muss eine Klosterschule bestanden haben, da die Quellen für 1298 einen rector scholarum erwähnen. Unklar ist allerdings, ob die Schule nur der Ausbildung der Novizen diente oder auch Schülern außerhalb des Ordens offen stand. In der Folgezeit muss die Schule eingegangen sein, da Urkunden aus dem 15. Jahrhundert zwar von einer Stadt- nicht mehr aber von einer Klosterschule berichten. Zumindest zeitweise war ein Bruder des Klosters auch für das Stadthospital in Werl zuständig.
Gemäß der monastischen Lebensweise betätigten die Chorherren sich auch im Bereich der Armen- und Krankenfürsorge. Neben der Beherbergung und Speisung von Pilgern und Bedürftigen, existierte ein Hospital, das zwischen dem eigentlichen Kloster und der Stadt lag. Immerhin für den Zeitraum von 1282 und 1500 existieren darüber Quellenhinweise.

## Spätmittelalter und Beginn der frühen Neuzeit

### Phase der Stagnation
Nach dem Ende der Grafschaft Arnsberg setzte im 14. Jahrhundert auch ein Niedergang des Klosters ein. Der Reichtum der Gemeinschaft wirkte sich negativ auf die Disziplin der Kanoniker aus. Zwar nahm Wedinghausen als einzige Niederlassung des Ordens in Westfalen nicht nur Konventuale adeliger Abstammung auf, gleichwohl entwickelte es sich mehr und mehr zu einer „Versorgungsanstalt“ für nachgeborene adelige Söhne.
Der starke Adelsanteil führte zu einer Nachahmung adeliger Lebensweisen, die sich mit dem monastischen Ideal nur schwer in Einklang bringen ließen. Nicht zuletzt über die Brüder, die als Pfarrer fern der Gemeinschaft lebten, gab es relativ viele Klagen in Visitationsberichten des 15. Jahrhunderts. Da ist die Rede von Verstößen gegen den Zölibat, Hartherzigkeit und Eigennützigkeit, dem Nachgehen von weltlichen Geschäften oder übertriebener Jagdleidenschaft. Der im Werl amtierende Pastor Degenhard Schüngel etwa erschien mit seinem Falken sogar in der Kirche. Ludolf von Bönen, später Prior, betrieb zeitweise eine Weinschenke.
Gegen den Verfall der klösterlichen Sitte gab es in Wedinghausen Reformversuche. So gab es nach der Amtszeit von Wedekind von Plettenberg (bis 1486) keine Pröpste oder Äbte mehr aus Adel und Patriziat. Der neue Propst Johannes Meesem kam aus Quedlinburg. Unter seiner Amtszeit gelang sowohl eine geistliche Erneuerung als auch ein ökonomischer Aufschwung. In dieser Zeit ließ der Propst eine Archivordnung erstellen, die Rechtstitel sammeln und 1493 ein Einkünfte- und Güterverzeichnis anlegen. In der Folgezeit zeigten sich bei der Wahl der Klostervorsteher deutlich zwei Parteien im Konvent. Die eine stand für den Status quo, die andere bildeten die Reformer. Nach einem Zwischenspiel setzt sich mit Adrian Tüttel wieder ein reformorientierter Propst durch, dem es auch gelang, die Abtwürde wieder zu erlangen.

### Krise im Zeitalter der Reformation

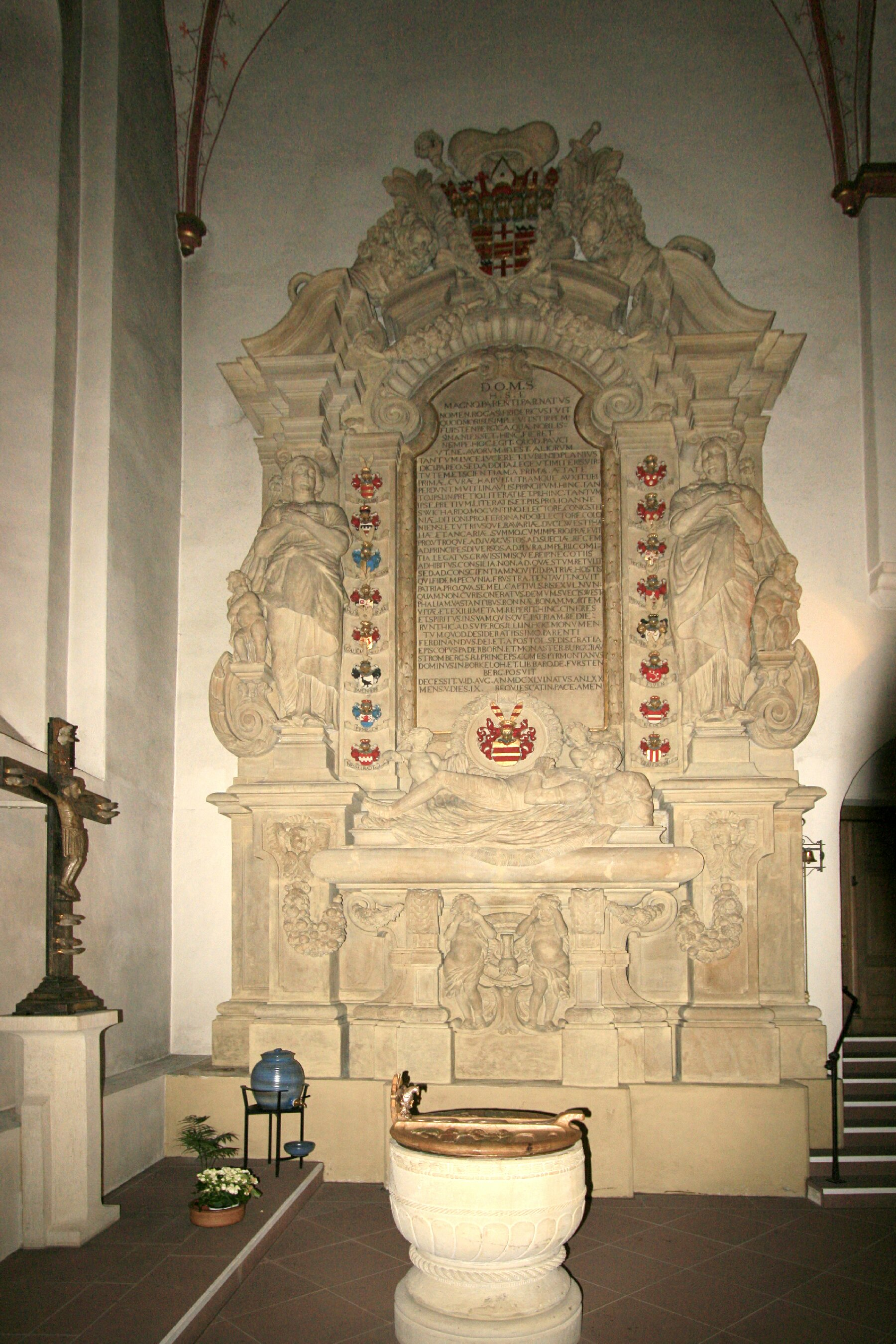
Grabmal Friedrichs von Fürstenberg in der Propsteikirche

Unter Abt Hermann Lille wurde das Kloster mit den Versuchen des Erzbischofs Hermann von Wied konfrontiert, in seinem Herrschaftsbereich die Reformation einzuführen. Abt und Konvent weigerten sich 1545 in Einvernehmen mit den Stadtbürgern protestantische Prediger zuzulassen.
Mit Michael Brandis wurde 1555 ein Abt aus einer Werler Erbsälzerfamilie gewählt. In seiner Zeit nahm die Verschuldung wieder zu. Brandis neigte einem weltlichen Lebensstil zu und verbrachte viel Zeit am kurfürstlichen Hof in Bonn. Darunter litt die Klosterzucht. Gleichzeitig kam es zu heftigen Auseinandersetzungen mit den Arnsberger Bürgern über bestimmte Rechte der Markennutzung. Erst 1575 vermittelte Kurfürst Salentin von Isenburg einen Vergleich. Mehrfache Ausbrüche der Pest führten 1567/68 und 1580 zu weiteren Belastungen. Auch eine Reihe von Konventualen fiel der Seuche zum Opfer. Der Personalmangel war so groß, dass die Propstei des Klosters Rumbeck zeitweise von Angehörigen des Klosters Scheda ausgeübt wurde. Die Schwäche zeigte sich auch daran, dass es nach dem Tod von Brandis nicht gelang, einen Nachfolger zu wählen. Daher übernahm Johann Köster als Provisor die Leitung.
In diese Phase der personellen, ökonomischen und geistigen Schwäche fiel mit dem Reformationsversuch von Erzbischof Gebhard I. von Waldburg eine der schwierigsten Phasen der Klostergeschichte. Während des Truchsessischer Krieges von 1583 bis 1588 gehörten das Kloster Wedinghausen, die Stadt Arnsberg und der Landdrost Kaspar von Fürstenberg zur „katholischen Partei.“ Deswegen wurden 1583 Kloster und Stadt mehrfach geplündert. In einem Bildersturm wurden zahlreiche Kunstwerke zerstört. Die Chorherren wurden vertrieben und nur sieben von ihnen kehrten nach der Niederlage des ehemaligen Erzbischofs zurück.
Ein Jahr später wurde die Klosterkirche neu geweiht. Durch die Folgen der Zerstörungen geriet das Kloster erneut in eine tiefe materielle Krise. Darüber hinaus kam es zu innerklösterlichen Problemen und es dauerte drei Jahre, ehe ein neues Klosteroberhaupt gewählt wurde. Im Umfeld des neuen Erzbischofs Ernst von Bayern gab es in dieser Zeit Überlegungen, das Kloster an die Jesuiten zu übergeben. Dazu kam es mit Wahl von Johann Köster zum Abt zwar nicht, aber dieser war für ernsthafte Reformanstrengungen zu alt.
Erneut ließ die Klosterzucht nach. Es liegen Berichte über eine geradezu skandalöse Lebensweise einiger Brüder vor. Im Jahr 1610 berichtete der kurfürstliche Kaplan, dass bis auf einen alle Konventualen Beziehungen mit Frauen unterhielten. Hinzu kamen Verschuldung und die Fortdauer der innerklösterlichen Parteihader.
Da die mehrmaligen internen Reformversuche gescheitert waren, musste die Durchsetzung einer Reform von außen kommen. Dazu beigetragen haben vor allem die Klöster in Knechtsteden und in Steinfeld. Aus dem letzteren, das für seine besonders strenge Zucht bekannt war, kamen zwischen 1602 und 1613 verschiedene Ordensbrüder nach Arnsberg, um Reformen einzuführen. Diese Anstrengungen waren nur teilweise erfolgreich, war der Lebenswandel eines der Steinfelder doch selbst „maximum scandalum.“

## Neue Blüte seit dem 17. Jahrhundert

### Wiederaufstieg

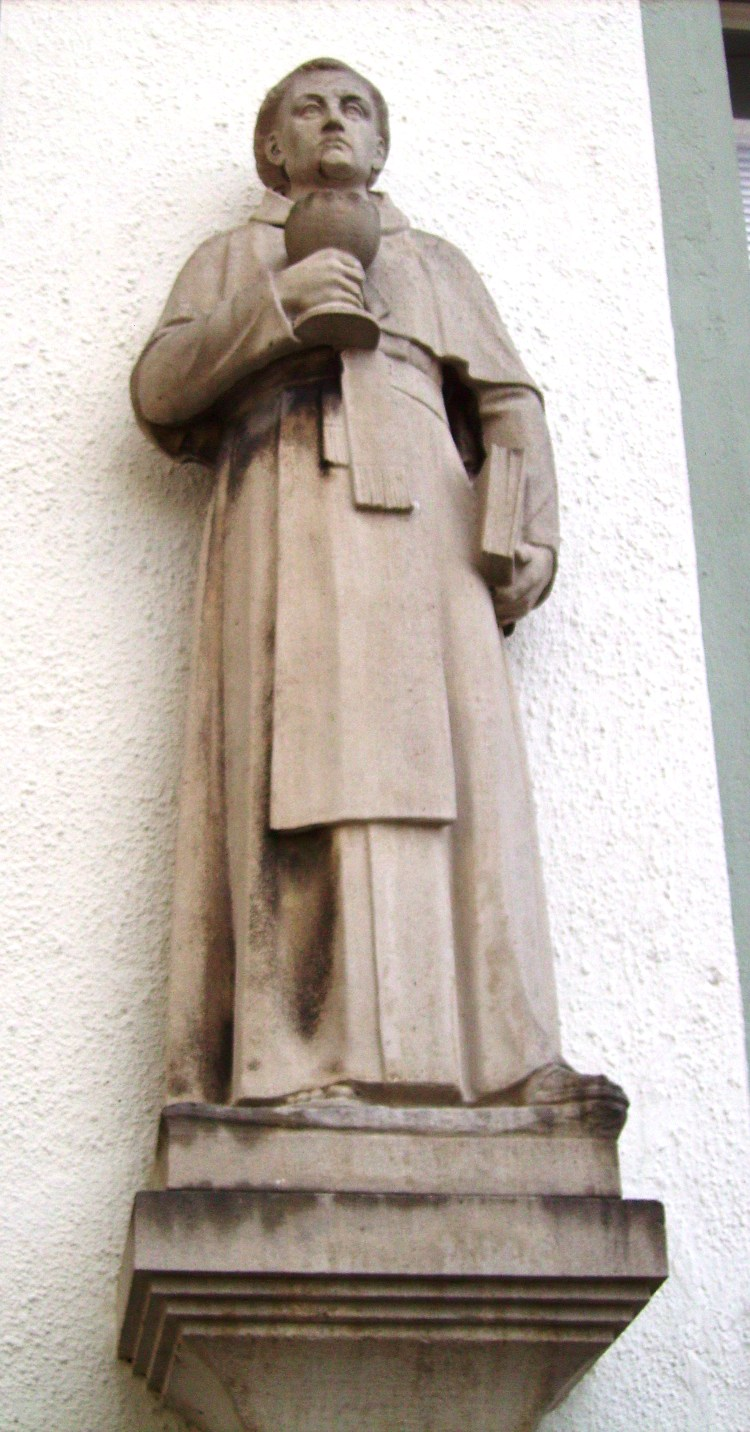
Statue des Abtes Carl Berg oder des Heiligen Norbertus

Erst unter Gottfried Reichmann, Abt zwischen 1613 und 1643, gelang eine Konsolidierung der Verhältnisse. Reichmann kam aus dem Kloster Knechtsteden, war hochgebildet und seit 1614 Generalvikar der Ordenszikarie Westfalen. Als solcher führte er zahlreiche Visitationen von Prämonstratenserklöstern in der Region aus. Obwohl seine Amtszeit vom Dreißigjährigen Krieg und verschiedenen Pestepidemien überschattet war, setzte eine neue Blütezeit des Klosters ein. Ihm gelang es auch, einige der alten Rechte wiederzugewinnen. So wurde die Umwandlung des Nonnenklosters Oelinghausen in ein weltliches Damenstift rückgängig gemacht und die Kontrolle über die erneuerte Gemeinschaft durchgesetzt.
Wesentlich bedeutender als die Restauration alter Rechte war die Gründung des Gymnasiums Laurentianum im Jahr 1643. Die Gründung einer solchen Schule war zumindest in dieser Zeit nicht üblich für die Prämonstratenser. Eine wichtige Rolle spielte dabei die Nachfrage nach höherer Schulbildung am Sitz der Regierung des Herzogtums Westfalen. Bereits 1649 zählte das Gymnasium über 70 Schüler. Die neue Anziehungskraft des Klosters zeigt auch die relativ hohe Zahl an Novizen – im Jahr 1643 waren es sechs. Trotz dieser insgesamt positiven Entwicklung wurde das Kloster auch durch die Auswirkungen des Krieges und erneut der Pest heimgesucht. So besetzte der aus Arnsberg stammende schwedische General Eberhard Beckermann das Kloster und drohte von dort aus Arnsberg zu belagern. Dem Eingreifen des heiligen Norbert von Xanten wurde der Abzug der Truppen zugeschrieben. Deshalb findet seit 1646 alljährlich zum Dank eine Norbertusprozession statt.
Der Höhepunkt der Bedeutung des Klosters in der frühen Neuzeit lag zwischen 1655 und 1724. Das zeigt sich auch an der regen Bautätigkeit dieser Zeit. So wurden das Dormitorium erneuert (1655/56) und die Abtswohnung gebaut. Letztere wurde durch einen ebenfalls neuen Gebäudeflügel mit der Kirche verbunden. Außerdem wurde ein romanisches Nebengebäude in eine Bibliothek umgebaut. Das Gymnasium erhielt ebenfalls neue Gebäude. Auch die neuen Barockelemente in der Kirche machen den Wiederaufschwung deutlich.
Der nunmehr prächtigen Kirche sollte ein feierlicher Gottesdienst entsprechen. Das Kloster erlangte in dieser Zeit wegen seiner prachtvollen Paramente und der hervorragenden Kirchenmusik Berühmtheit im ganzen Herzogtum. Niemand sollte im Kloster aufgenommen werden, der nicht wenigstens ein Instrument beherrschte. Diese besondere Musikalität durchzieht auch das 18. Jahrhundert. Außerdem hatte der jeweilige Lehrer der Rhetorik im Gymnasium die Aufgabe, jedes Jahr ein Schauspiel zu verfassen, das von den Schülern dann öffentlich aufgeführt wurde. Seit 1680 sind etwa sechzig Skizzen dieser Stücke überliefert.
Zwar gab es zeitweise kriegerische Bedrohungen und andere Probleme, aber insgesamt verlief die Entwicklung stetig aufwärts. Seit dem Ende des 17. Jahrhunderts bis hinein ins 18. Jahrhundert entstanden verschiedene Chroniken zur Vergangenheit des Klosters. Aus dieser Zeit stammen auch zwei Kopiare und Lagerbücher.
Das Ansehen des Klosters verdeutlicht die Erhebung der Klostervorsteher zu infulierten Äbten. Seit der Zeit von Hermann Ascheberg besaßen die Äbte das Recht, eine Mitra zu tragen. Michael Reinhartz hatte das zuvor aus Bescheidenheit abgelehnt.
Der Siebenjährige Krieg, der zur Zerstörung des Arnsberger Schlosses führte, hatte kaum Auswirkungen auf das Kloster.

### Konventsstruktur in der frühen Neuzeit

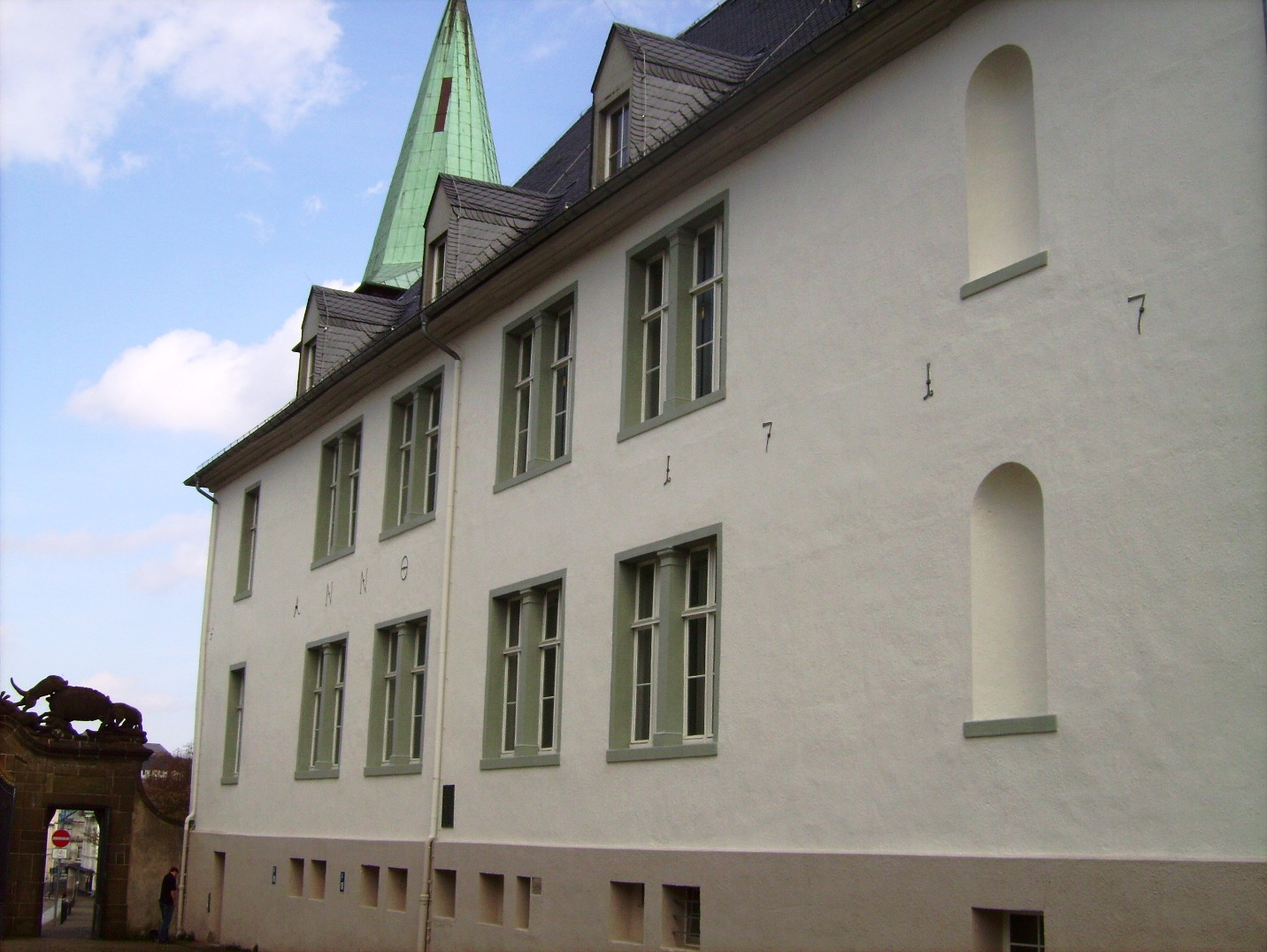
Westflügel des Klosters, erbaut 1717

Neben der Bezeichnung Kloster wurde seit dem 17. Jahrhundert der Begriff Abtei verwendet. Unter dem Abt bildeten Prior, Subprior, Circator, Provisor (in Wedinghausen meist Kellner genannt), Cellarius (in Wedinghausen entsprach dem der Culinarius) und Senior die höchsten Klosterämter. Dabei übte häufig dieselbe Person die Ämter des Subpriors und Circators aus; Letzterer war zuständig für die innere Disziplin. Gelegentlich waren sie gleichzeitig Pastoren für die Stadt Arnsberg. Das Amt des Priors war als „praefectus scholarum“ auch Leiter des Gymnasiums.
Insbesondere durch den Schuldienst vermehrten sich die Aufgaben stark. Anfangs waren vier, ab 1712 sieben Konventualen im Schuldienst tätig. Am Gymnasium waren meist die jüngsten Klosterangehörigen tätig. Nach sieben Jahren wurden sie emeritiert und konnten danach die verschiedenen Klosterämter ausüben.
In der Regel wurden die Konventualen in Köln geweiht. Es kamen aber auch Weihen in Münster, Paderborn und vereinzelt in Hildesheim und Osnabrück vor. In der Mitte des 18. Jahrhunderts gab es 42 Konventsangehörige. Davon waren dreißig in Wedinghausen selbst tätig. Von den „externi“ wirkten je drei in Oelinghausen, Rumbeck und Werl, zwei in Hüsten und einer in Bausenhagen.
Die überwiegende Mehrheit der Kanoniker (vier Fünftel im Jahr 1755) stammte aus dem Herzogtum Westfalen. Allein sechs stammten aus der Stadt Arnsberg. Aus dem übrigen Westfalen außerhalb des Herzogtums kamen sechs. Von ihnen stammten allein drei aus Münster.
Neben den Kanonikern gehörten zum Kloster zahlreiche Bedienstete. Eine Aufstellung aus dem Jahr 1759 nennt einen Diener des Abtes, einen Baumeister, je vier Knechte und Handarbeiter, zur Güterverwaltung einen Schlüter, einen Pförtner, einen Schafmeister, einen Fischer, einen Schweinehirten, drei Hütejungen, einen Küchenjungen, eine Meierin sowie zehn Mägde. Hinzu kamen in Werl ein Baumeister, zwei Ackerknechte, ein Junge, eine Wirtschafterin und drei Mägde.

### Baulichkeiten und Besitzungen vor der Auflösung

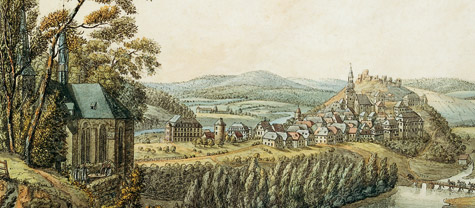
Stadtansicht von Arnsberg von dem Hofmaler Wilhelm Strack aus Bückeburg, kurz vor Aufhebung des Klosters Wedinghausen im Jahr 1803; zu sehen im Vordergrund der Chor der Klosterkirche, dahinter als großes freistehendes Gebäude das heutige Verwaltungsgericht, die Stadt und die Schlossruine

Das Besitzverzeichnis des Klosters listet zum Zeitpunkt seiner Aufhebung im Jahr 1803 als Baulichkeiten: 1. die Klosterkirche, 2. den Konvent mit 28 Zimmern, Krankenhaus, Kreuzgang, Sakristei, Kapitelhaus und Wärmestube, 3. die Bibliothek mit darunter liegendem Weinkeller, 4. das Kellnereigebäude mit Küche, Vorratskellern und Refektorium, 5. das Prälaturgebäude mit 15 Zimmern und zwei Sälen, 6. einen anstoßenden Flügelbau als Wohnung des Abtes, 7. das Pesthaus am nördlichen Ende des Klostergartens, 8. die Schmiede, 9. das Back- und Brauhaus, 10. ein Haus für die Knechte mit Pferdestall, 11. einen Stall für fremde Pferde, 12. eine große Scheune, 13. Schweineställe, 14. einen Wagenschuppen, 15. einen Schafstall, 16. ein Viehhaus und Mägdewohnungen, 17. einen Stärkenstall, 18. das Sommerhaus mit Lustgarten, 19. die Mahl- und Sägemühle am Eichholz, dazu 20. die 1756/57 erbaute „Wasserkunst“, die per Rohrleitung Wasser in einen Hochbehälter auf Spitze des Eichholzes pumpte.
Das Kloster hatte als Eigenwirtschaft Gärten und Äcker in einem Umfang von 94 Morgen. Hinzu kamen Wiesen, die 70 Fuder Heu lieferten, sowie Weiden zur Haltung von 80 Rindern. 1803 besaß das Kloster tatsächlich 18 Pferde, 57 Rinder, 34 Schweine, 209 Schafe, einen Esel und zehn Bienenstöcke. Selbst genutzt wurden auch die Mast- und Hudeberechtigung im Arnsberger Wald, Fischereirechte an Ruhr und Möhne und Fischteiche, die teils beim Kloster selbst, teils auf den Gütern Wintrop, Moosfelde, Bruchhausen und im Walpketal lagen. Zu den klösterlichen Privatwaldungen gehörte unter anderem das Eichholz. Dort und in einem Gebiet im Kirchspiel Hellefeld hatte Wedinghausen auch Jagdrecht. Holz- und Markgerechtsame umfassten zahlreiche Marken an Röhr und Ruhr sowie die Sieringer Mark.
Die dem Kloster unterstehenden 68 Höfe („Kolonate“) verstreuten sich über den gebirgigen Teil des Herzogtums Westfalen und die Soester Börde. Besonders zahlreich waren sie im Kirchspiel Hüsten. Dort lagen allein 18 klösterliche Höfe. Neun Besitzungen befanden sich im Kirchspiel Bremen und sechs im Kirchspiel Arnsberg. Jeweils fünf Höfe verteilten sich auf die Kirchspiele Calle und Westönnen. Vier Höfe lagen im Kirchspiel Körbecke. Drei Höfe unterstanden Wedinghausen im Kirchspiel Hellefeld. Hinzu kamen weitere Höfe. Verpachtet war der Wetterhof unterhalb des Klosters und Hof Evenhoe in der Nähe des Schlosses Arnsberg.
Der Zehnte kam aus Dinschede, Oeventrop, Bruchhausen und Niedereimer. Aus dem Arnsberger Landkirchspiel wurde Meßhafer geliefert. Weitere Ländereien lagen bei Werl. Sie wurden von einer dort angesiedelten Rezeptur verwaltet. Der größere Teil war verpachtet, ein kleinerer wurde vom Pastor zu Werl genutzt, der stets ein Angehöriger von Wedinghausen war.

### Klosterarchiv und Bibliothek

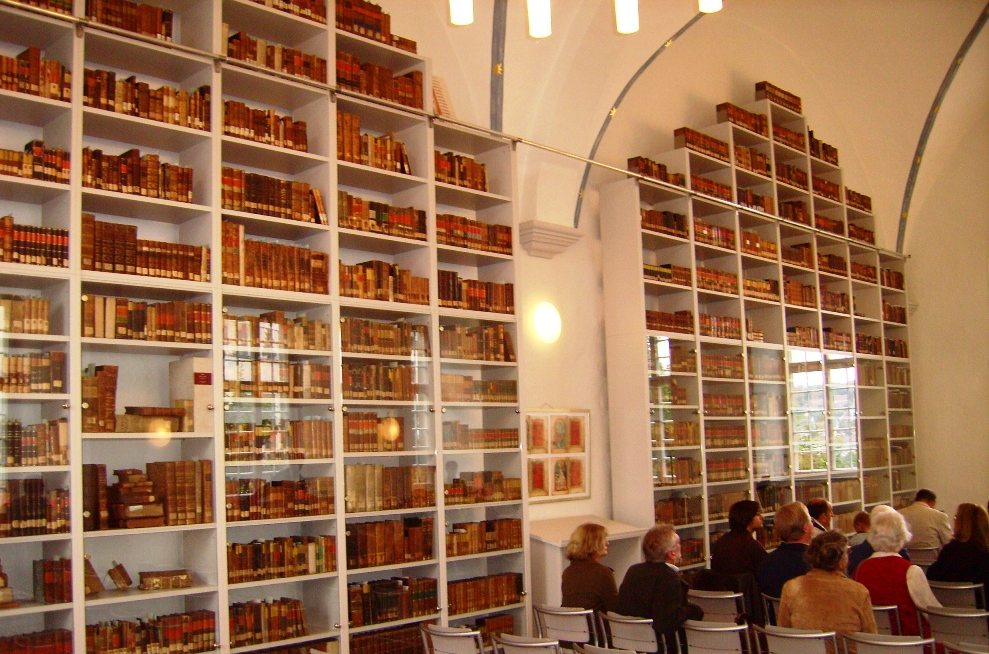
Das Innere der Klosterbibliothek mit Teilen der Bestände der historischen Schulbibliothek des Gymnasiums Laurentianum

Seit der Gründung des Klosters bestand ein Archiv. Hinsichtlich der Frage, wo das Archiv am Ende der Klosterzeit untergebracht war, gibt es verschiedene Ansichten. Die meisten Autoren gehen davon aus, dass es sich im Bibliotheksgebäude von 1694 befand. Andere argumentieren, dass es im Gebäude des Abtes untergebracht war. Archivmaterial ging insbesondere in der Zeit des Truchsessischen Krieges im 16. Jahrhundert verloren. Der heute existierende Hauptbestand lagert im Staatsarchiv Münster. Erhalten sind allein 620 Urkunden. Die älteste stammt aus dem Jahr 1173. Hinzu kommen 199 Aktenbände. Im Archiv der heutigen Propsteigemeinde finden sich allerdings mit den Kirchenbüchern ab dem Jahr 1612 bedeutende Restbestände.
Spätestens seit dem beginnenden 13. Jahrhundert gab es in Wedinghausen einen gepflegten und zunehmend erweiterten Buchbestand. Nach dem Neubau des Abthauses wurde 1693 an der Stelle der alten Wohnung die Klosterbibliothek im barocken Stil errichtet. Das Kloster hatte eine bedeutende Büchersammlung, die sich insbesondere infolge der Bedürfnisse des Gymnasiums Laurentianum noch vermehrte. Bei der Aufhebung des Klosters war die Bibliothek die wohl umfangreichste im Herzogtum Westfalen. Nach einem Katalog gehörten dazu 2700 Werke, unter ihnen auch der Gero-Codex. Bis zur Schulgründung war die Bibliothek vor allem theologisch ausgerichtet. Danach kamen Werke aus dem Bereich der Philosophie, Philologie, Astronomie, Geographie und anderen Fachgebieten hinzu. Nach der Aufhebung des Klosters wurde auch die Bibliothek zerschlagen. Der neue Landesherr, Landgraf Ludwig I. von Hessen-Darmstadt, ließ die wertvollsten Bücher der Bibliothek, darunter den Gero-Codex, nach Darmstadt bringen. Weitere fünfzig bis 1500 gedruckte Werke befinden sich in der Universitäts- und Landesbibliothek Münster. Dieser Bestand ist noch nicht erforscht. Die wertvollsten Handschriften befinden sich daher heute in der Universitäts- und Landesbibliothek Darmstadt. Nur wenige Bücher wurden in die Schulbibliothek des Gymnasiums Laurentianum übernommen. Zu den Büchern mit dem Besitzvermerk „liber monasterii wedinghausani“ gehören eine dreibändige Ausgabe der Sammlung des Ciceroianischen Wortschatzes des italienischen Philosophen Mario Nizzoli, gedruckt 1548 in Basel. Hinzu kommt eine Aeneis von Vergil in einer 1628 in Köln gedruckten Ausgabe. Gleich in zwei Ausgaben ist eine deutsch-lateinische Grammatik von Petrus Cholinus und Johannes Frisius aus den Jahren 1541 und 1556 vorhanden. In der Klosterbibliothek befand sich auch eine 1610 in Venedig gedruckte Ausgabe des Sidereus Nuncius des Galileo Galilei, die früher im Besitz des Chorherrn und Pfarrers von Hüsten Sebastianus Menge gewesen war. Im Bibliotheksbau befand sich lange Jahre der Musiksaal des Gymnasiums. Heute wird dort die historische Schulbibliothek aufbewahrt.

## Aufklärung, Revolution und Säkularisation

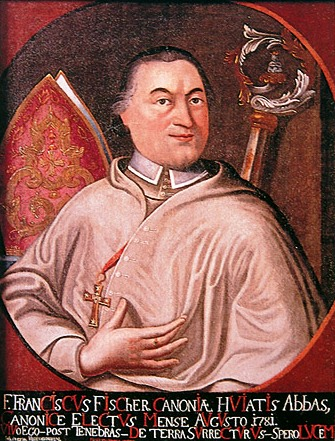
Franz Joseph Fischer, letzter Abt des Klosters

Teilweise von Reformern am kurfürstlichen Hof gefördert, zum Teil von innen her begannen die Gedanken der (katholischen) Aufklärung auch in Wedinghausen Fuß zu fassen. Dies war unter anderem verbunden mit der Relativierung alter Rituale und dem Infragestellen von Dogmen und Überlieferungen.
Ausstrahlung hatten die neuen Ideen bis in das gebildete Bürgertum der Residenzstadt Arnsberg. Es kann nicht verwundern, dass es zwischen „Neuerern“ und Konservativen zu heftigen Konflikten kam. Dabei wurden die Kritiker vom Kurfürsten unterstützt, der bestrebt war, seinen Staat zu modernisieren. Zahlreiche alte Rechte, etwa die Pfarrstelle in Arnsberg oder die Aufsicht über die Klöster in Rumbeck und Oelinghausen, gingen in dieser Zeit verloren. Die Stärkung der Kapitelversammlung beschnitt die Position des Abtes stark. Gewissermaßen innerlich hatte die Säkularisierung längst eingesetzt, ehe mit dem Ausgreifen der Französischen Revolution der letzte Abschnitt der Klostergeschichte begann. In dieser Zeit versuchte Georg Friedrich Pape vergeblich, in Wedinghausen eine radikal rationalistische Theologie zu etablieren.
Nachdem der Kurstaat 1794 das linke Rheinufer verloren hatte, beschränkte er sich im Wesentlichen auf die Westfälischen Gebiete. In den letzten Jahren seines Bestehens wurde Arnsberg der Mittelpunkt des Reststaates und Wedinghausen zum Sitz des Kölner Domkapitels. Im Kloster wurden die Reliquien der Heiligen Drei Könige aufbewahrt. In Wedinghausen fand auch die politisch folgenlose Wahl des letzten Kurfürsten Erzherzog Anton Viktor von Österreich statt.
Nachdem im Zuge des Reichsdeputationshauptschlusses im Jahr 1803 das Herzogtum Westfalen an Hessen-Darmstadt gefallen war, wurde das Kloster aufgehoben. Der letzte Abt Franz Joseph Fischer erhielt eine Wohnung im ehemaligen Kloster Rumbeck und eine Pension. Diejenigen Konventualen, die dazu in der Lage waren, wurden als Lehrer im Laurentianum beschäftigt, die übrigen bekamen ebenfalls eine staatliche Pension.
Die Klosterkirche diente ab 1803 als Arnsberger Pfarrkirche und wurde 1859 zur Propsteikirche erhoben. Das Gymnasium wird von weltlicher Seite weitergeführt.

## Baugeschichte

### Klosterkirche St. Laurentius

#### Romanischer Kirchenbau

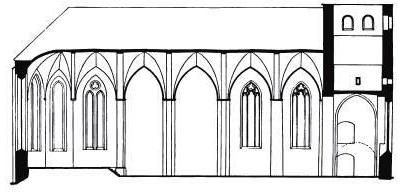
Längsschnitt durch den gotischen Kirchenbau

Einige Teile der Klosterkirche (die heutige Propsteikirche) gehen auf den ersten romanischen Kirchenbau aus der Zeit unmittelbar nach der Klostergründung um 1170 zurück. Der älteste Teil ist der Turm. Er war ursprünglich romanisch, hatte eine wuchtige Westwand, seitliche Turmanbauten und ein Pyramidendach, das im Vergleich zu heutigen Form weniger steil war. Die erste Kirche entstand in Form einer Basilika mit niedrigen Seitenschiffen, einem hohen Mittelschiff sowie einem Querschiff. Der Haupteingang lag in der Mitte des Turmes auf der Südseite. Er führte in eine quadratische Vorhalle mit Tonnengewölbe. Später wurde dieser Eingang zugemauert. Anstatt des Gewölbes wurde die heutige Orgelempore eingebaut. Ursprünglich befand sich darüber ein großes Rundfenster, das später durch ein gotisches Spitzbogenfenster ersetzt wurde. Die Kirche besaß ein halbkugelförmiges, rippenloses Kreuzgewölbe. Im Osten war sie durch ein Chorquadrat mit halbrunder Apsis abgeschlossen. Wegen der Doppelfunktion als Kloster- und Pfarrkirche war der Bau in die östliche Kleruskirche und die westliche Laienkirche unterteilt. Beide hatten eigene Altäre, Glocken und Sakristeien. Getrennt wurden sie durch einen Lettner. Dabei lag die Kleruskirche sechs Stufen höher als die Laienkirche. Erst 1864 kam es zu einer Niveauangleichung.

#### Gotischer Bau
Der alte Bau wurde durch einen Brand um 1210 zerstört. Der Wiederaufbau und die damit verbundene deutliche Vergrößerung der Kirche erfolgten in mehreren Bauabschnitten. So wurde um 1250 zunächst die polygonale Apsis des heutigen Altarraums errichtet, deren Spitzbogenfenster ohne Maßwerk der Frühgotik angehören. Geweiht wurde dieser Teil 1253 von Erzbischof Konrad von Hochstaden. Eine weitere Bauphase setzte nach 1260 ein. Es gab zwar Anregungen aus Frankreich und Köln, aber die Pläne stammten wahrscheinlich von einheimischen Handwerkern sowie den Chorherren selbst. Die seitlichen Fenster des Schiffs haben (außer den östlichsten) hochgotisches Maßwerk, die westlichen teilweise spätgotisches

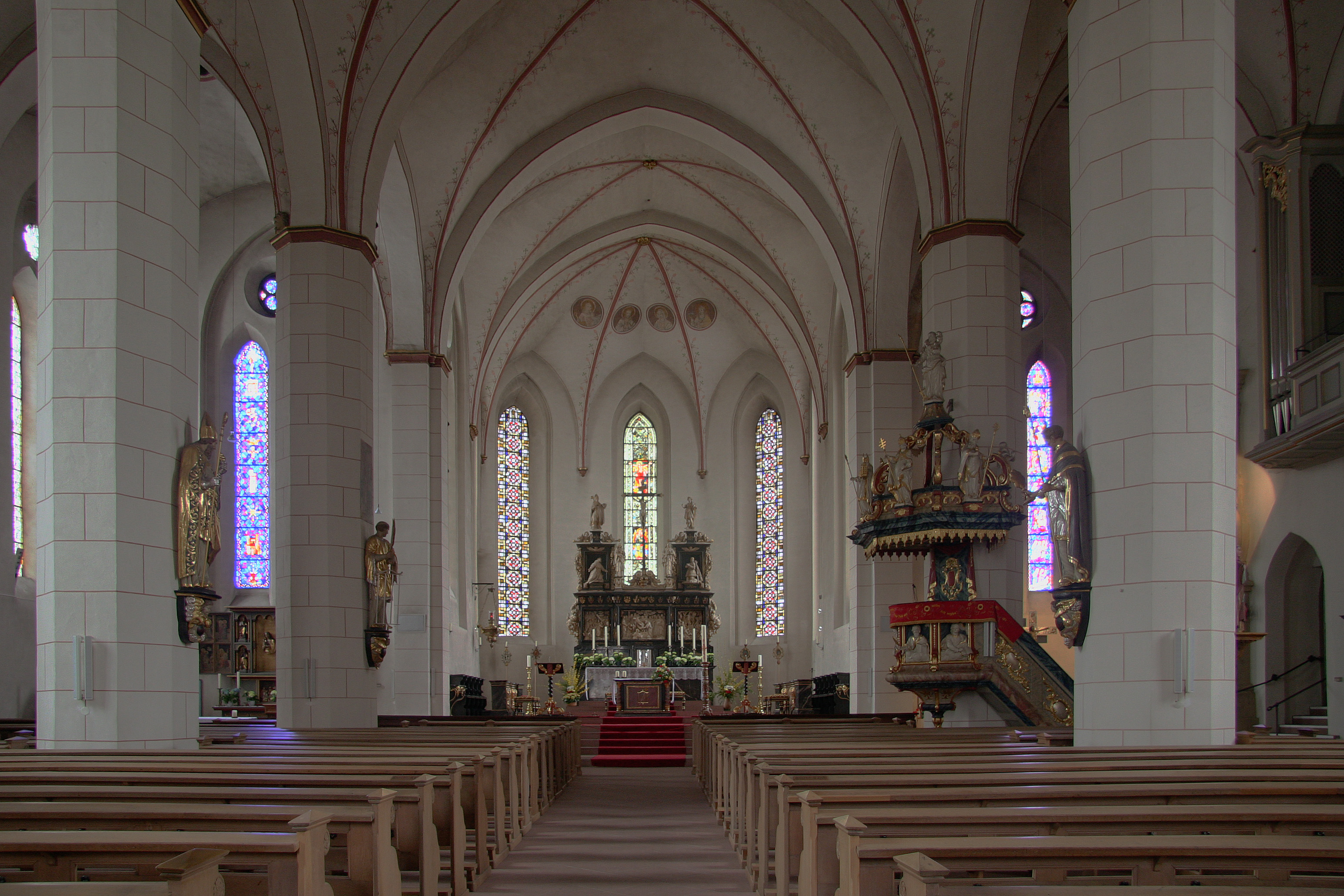
Innenraum mit Blick auf den Hauptaltar

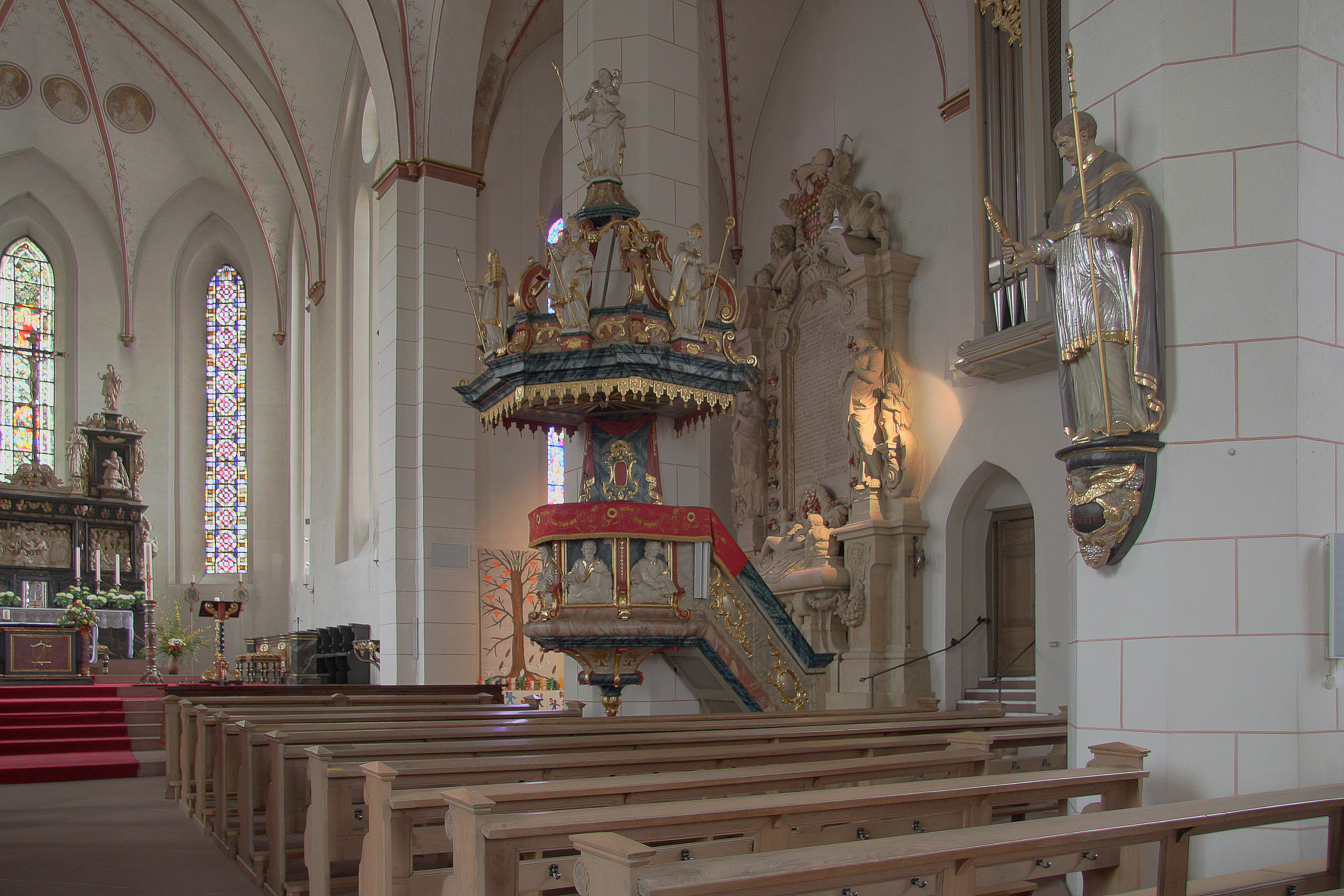
Kanzel und Statue des hl. Norbert

Die Folge war der Bau einer westfälischen Hallenkirche mit einem zerklüfteten Walmdach, Längstdach über dem Mittelschiff, je zwei Querdächer über den Seitenschiffen.
Die Gewölbe sind in allen Teilen rippenlos, was an den Paderborner Dom erinnert. Ähnlich seiner Architektur zeigt sich auch eine stilistische Abfolge der Fensterformen: Die Fenster der Polygons sind einfache Lanzettfenster. Die seitlichen Chorfenster und die östlichen Langhausfenster sind frühgotische Gruppenfenster mit spitzen Überfangbögen, bestehend jeweils aus zwei Lanzettfenstern und einem Vierpass im Scheitel. Die übrigen Fenster sind durch Maßwerk gegliedert. Im 15. Jahrhundert wurde in die Westwand des Turmes ein dreiteiliges Fenster in spätgotischem Stil eingebaut.
Die Chorgewölbe haben schöne Schlusssteine. Die Pfeiler sind im Ostteil achteckig, im Westteil rund. Im nordwestlichen Querhaus befinden sich im Gewölbezwickel vier bärtige Männerköpfe als Rippenendigungsfiguren.

### Funktionsaufteilung und Turm
Im Kern abgeschlossen wurde der Bau um 1350, als zu der bereits bestehenden Kleruskirche auch die Gemeindekirche vollendet wurde.
Beide Bereiche waren getrennt. Die Trennung der beiden Kirchenbereiche erfolgte zunächst durch eine massive Mauer, die denselben Zweck wie in anderen Kirchen ein Lettner erfüllte. Diese war ursprünglich die vorläufige westliche Abschlusswand beim Neubau des 13. Jahrhunderts. Auch nach der Fertigstellung des Baus blieb die Wand erhalten, obwohl sie keinen konstruktiven Sinn mehr hatte.
Der ursprünglich deutlich niedrigere Turm wurde gegen Ende des 14. Jahrhunderts erhöht. Im Jahr 1662 wurde der kleine Mittelturm aufgesetzt und an der nördlichen Turmseite ein Beinhaus angebaut. Später wurde dieser Anbau zu einer Sakristei erweitert. Seit 1935 wurde der Bereich als Taufkapelle genutzt. Dort steht heute der Taufstein von 1695. Eine 1685 von der Familie von Landsberg als familiäre Begräbnisstätte gestiftete Krypta verschwand mit den baulichen Veränderungen des 19. Jahrhunderts.
Im Jahr 1700 wurde die Mauer entfernt. An ihre Stelle trat ein Gitter, das 1804 beseitigt wurde. Zwischen 1858 und 1865 wurde die Kirche grundlegend erneuert. Dabei wurde das Niveau der Klerus- und Gemeindekirche angeglichen. Dadurch wurde die Krypta zugeschüttet. Auch der Altar wurde ersetzt und die Grafentumba an den heutigen Standort verlegt.

#### Innenausstattung
Ein beträchtlicher Teil der älteren Innenausstattung fiel dem Bildersturm während des Truchsessischen Krieges zum Opfer. Aus älterer Zeit stammt ein etwa 75 cm hohes romanisches Kruzifix aus dem 12. Jahrhundert. Es stammte ursprünglich aus der Kapelle auf der Burg Arnsberg. Später befand es sich in der Wegekapelle Tollpöstchen, ehe es nach 1945 in die ehemalige Klosterkirche kam. Außer älterer Zeit sind auch die Kirchenfenster im Chor von etwa 1250. Sie zeigen überwiegend noch romanische Stilelemente. Nach der Renovierung im 20. Jahrhundert verschwunden sind die gemalten Heiligendarstellungen im Chor, die im Kern auf das 15. Jahrhundert zurückgingen.

##### Grafentumba
Ebenfalls aus älterer Zeit stammt das Hochgrab des Grafen Heinrich II. und seiner Frau Gräfin Ermengardis von Arnsberg. Auf dem Deckel des 1330 geschaffenen Sarkophags ist das Paar nebeneinander liegend dargestellt. Ursprünglich befand sich das Grabmal in der Grafenkapelle im Kapitelsaal des Klosters und wurde erst später in die ehemalige Taufkapelle der Kirche überführt.

##### Altäre
Im nördlichen Seitenschiff steht ein Marienaltar. Es ist ein Klappaltar mit einer um 1500 geschaffenen „Madonna auf der Mondsichel“ als Herzstück, flankiert von den vier Evangelisten. Auf den Altarflügeln sind Szenen aus dem Marienleben dargestellt.

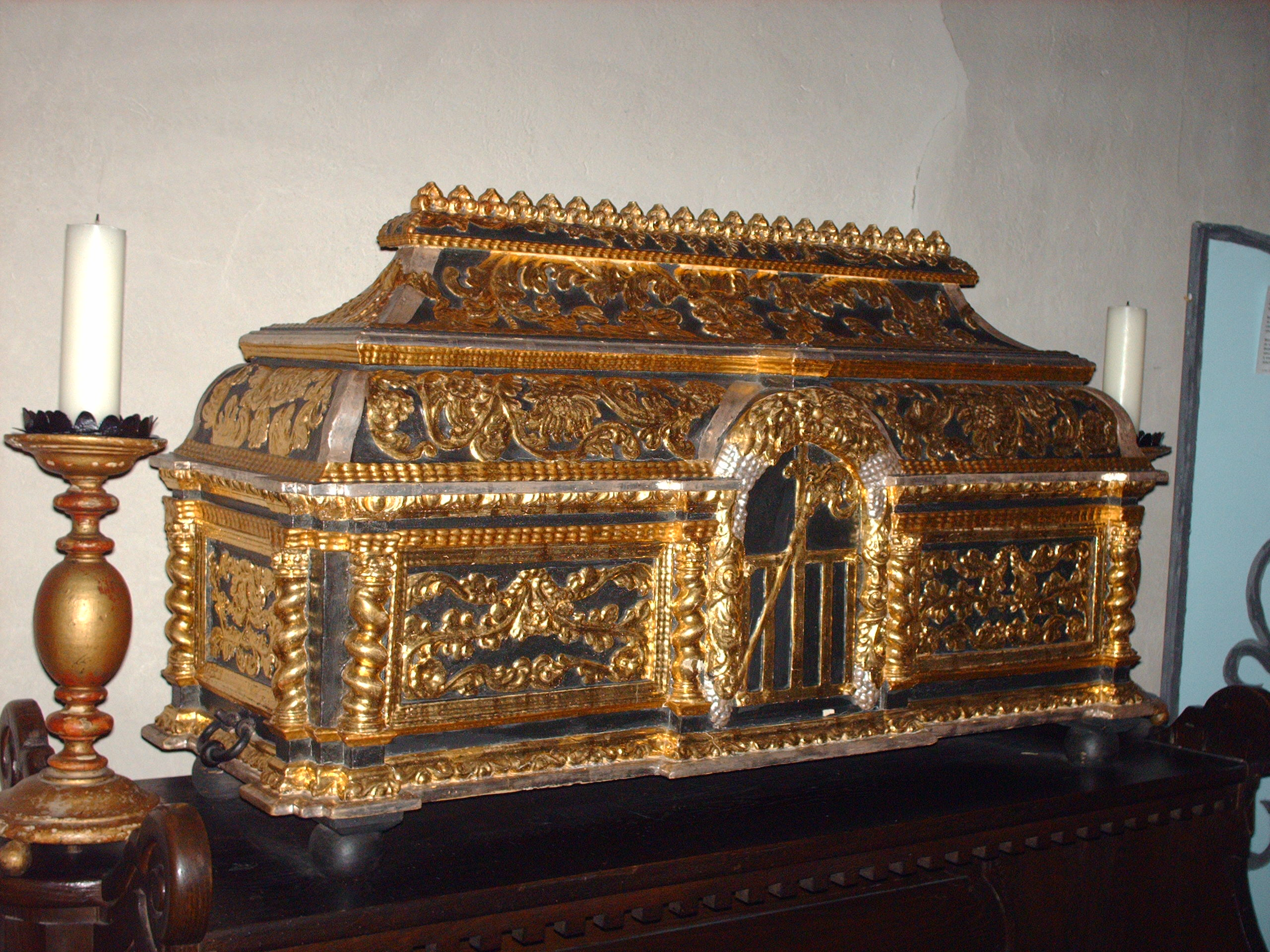
Benedictaschrein

Der erste Hochaltar stammte aus der Zeit um 1254 und war im frühgotischen Stil gehalten. Ihm folgte ein hochgotischer Altar aus der Zeit um 1450. Dazu gehörten auch einige Wandbilder aus der Schule von Konrad von Soest an den ersten Säulen. Die Wandbilder konnten nach der Restaurierung von 1956 nicht erhalten werden. Den dritten Hochaltar schuf Petrus von Kolshusen im Jahr 1552. Erhalten sind davon nach der Zerstörung durch Gebhard Truchsess nur einige Apostelfiguren, die teilweise im Sauerlandmuseum ausgestellt sind. Der Landdroste von Landsberg stiftete 1680 einen neuen Altar im barocken Stil, der bis zur Chorwölbung reichte. Den Abschluss bildeten Deckenmalereien in Form von Medaillons. Sie sind erhalten und zeigen den heiligen Laurentius, Christus, Maria und die heilige Benedikta. Im Jahr 1864 wurde der Barockaltar durch einen neugotischen Altar ersetzt, der seinerseits 1935 entfernt wurde. Der heutige Hochaltar war ursprünglich ein Memorienaltar für den 1618 gestorbenen und in Wedinghausen beigesetzten Landdrosten Kaspar von Fürstenberg. Geschaffen wurde der Altar von dem Paderborner Bildhauer Heinrich Gröninger. Neben heimischem Schiefer besteht er aus Marmor und Alabaster. Der Altar steht stilistisch zwischen Renaissance und Barock. Im Mittelalter kamen zum Hauptaltar noch zehn Seitenaltäre.

##### Weitere Ausstattung
Die Innenausstattung stammt zu einem Gutteil aus dem Barock. Dazu gehören etwa mehrere Pfeilerfiguren. Unter ihnen ist eine des Grafen Heinrich I. von Arnsberg als Klosterstifter. Hinzu kommen der heilige Augustinus, der heilige Laurentius als Kirchenpatron, die heilige Lucia, sowie der Ordensgründer Norbertus von Xanten.
In der Kirche befindet sich im südlichen Seitenschiff ein großes Sandsteingrabmal für den Landdrosten Friedrich von Fürstenberg. Wie das Grabmal seines Vaters wurde es ganz im barocken Stil von einem Künstler aus der Familie Gröninger geschaffen.
Hinzu kommt ein Benedictaschrein aus dem Jahr 1687, der unter anderem Reliquien der heiligen Benedicta und des heiligen Laurentius enthält. Deutlich jünger sind die Beichtstühle und die figurenreiche Kanzel, beide aus der Mitte des 18. Jahrhunderts. Ursprünglich gehörten sie zur Ausstattung des Klosters Grafschaft und wurden nach Abbruch der dortigen Klosterkirche 1829 auf Veranlassung des Regierungs- und Konsistorialrats Friedrich Adolf Sauer nach Arnsberg gebracht.
Der gotische Sakristeischrank mit einem unteren Teil aus der Zeit um 1340/50 wurde im April 2019 von der LWL-Denkmalpflege, Landschafts- und Baukultur in Westfalen als Denkmal des Monats in Westfalen-Lippe ausgewählt.

##### Glocken
Bereits im romanischen Kirchenbau gab es Glocken. Darauf weisen Schallfenster im Westwerk hin. Außerdem geht es aus einer Urkunde von Papst Coelestin III. von 1196 hervor, die dem Kloster ausdrücklich untersagt, während eines Interdikts die Glocken zu läuten. Im Zuge des Kirchenneubaus im 13. Jahrhundert wurde der Turm um ein Stockwerk erhöht und es entstand die heutige Glockenstube. In der Urkunde, mit der Graf Gottfried IV. 1364 die Grafschaft Arnsberg an das Erzbistum Köln übergab, war erneut von Glocken in Wedinghausen die Rede. Die große Salvator- oder Totenglocke wurde 1535 gegossen. Wahrscheinlich kam sie von dem Glockengießer Wolter Westerhues aus Münster. Die später auch als Marienglocke bezeichnete Glocke blieb im Gebrauch, bis sie 1909 zersprang. Im Jahr 1639 kamen auf Geheiß von Kurfürst Ferdinand von Bayern Glockengießer aus Lothringen nach Arnsberg. Die Georgsglocke wird auf 1639 datiert. In den Jahren 1641/42 wurden wahrscheinlich drei Glocken gegossen. Auch für das Jahr 1654 wird vom Guss und der Weihe von drei Glocken berichtet. Der Glockengießer Johan de la Paix von der Glockengießerei Delapaix arbeitete auch für andere westfälische Kirchen, ebenso in Thüringen und im Kloster Fulda. Drei weitere Glocken von Johan de la Paix stammen aus dem Jahr 1665. Eine Glocke wurde 1746 neu gegossen, nachdem ihre Vorgängerin zersprungen war. Im Jahr 1768 wurden zwei Glocken erneuert. Wahrscheinlich war eine Glocke aus dem Jahr 1654 zersprungen. Das legt die Inschrift auf der Donatus-Norbertus-Glocke nahe. Diese Glocke ist erhalten. Sie befindet sich aber heute im Geläut der Heilig-Kreuz-Kirche.
Das alte Geläut war zu Beginn des 20. Jahrhunderts stark abgenutzt. Nachdem 1903 der Klöppel der Marienglocke brach, zersprang 1909 die Salvatorglocke von 1535. Eine Untersuchung erbrachte außerdem erhebliche Schäden an den übrigen alten Glocken. Das führte zur Entscheidung, das Geläut völlig zu erneuern. Von den alten Glocken wurden Gipsabdrücke gefertigt, ehe ein Teil der Glocken 1910 der Glockengießerei für die alten Glocken in Zahlung gegeben wurde. Zudem wurden einige der noch vorhandenen alten Glocken 1917 für Kriegszwecke beschlagnahmt.
Das heutige Geläut besteht aus insgesamt sieben Glocken. Im Westturm hängen fünf Glocken, von denen die kleinste Glocke (b″) eine starr aufgehängte Schlagglocke für den Viertelstundenschlag ist. Die drei großen Glocken c′, es′ und f′ wurden 1947 von Albert Junker in Brilon gegossen, die kleinste Glocke g′ stammt von 1922. 1987 erhielt der Dachreiter zwei neue Glocken in as″ und b″.

##### Orgel

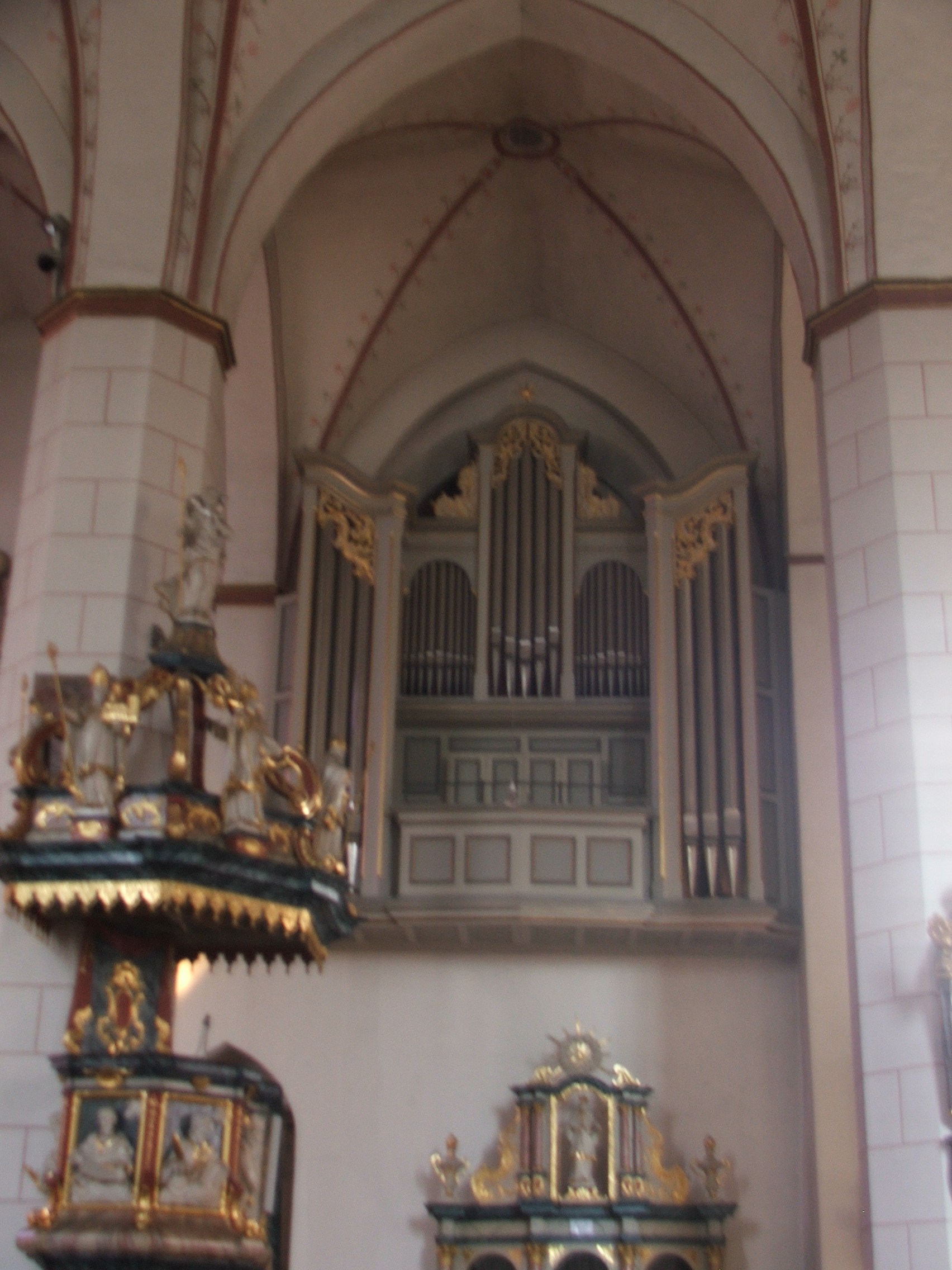
Orgel

Eine Orgel wird erstmals im Jahr 1573 erwähnt. Beim Klostersturm 1583 rissen sie Truppen des Gebhard Truchseß herunter. Nach 1606 wurde eine neue Orgel angeschafft. Sie war zunächst als „Schwalbennestorgel“ an der südlichen Kirchenwand angebracht. Das Orgelwerk hatte 18 klingende Register und diente vorwiegend zur Begleitung des Chorgesangs der Chorherren. Nachdem das Grabmal Friedrichs von Fürstenberg erbaut worden war, wurde die Orgel um ein Joch nach Westen verlegt. Das Orgelgehäuse war barock mit Wappen der Familie von Fürstenberg an der Vorderseite. Geschmückt war es mit neun Apostelfiguren. Sie waren ursprünglich Bestandteile des alten spätgotischen, von Peter von Kolshusen geschaffenen Hochaltars. Das Orgelwerk wurde 1777 ausgebessert und um drei Register erhöht.
Erst 1885 wurde eine neue Orgel notwendig. Sie stammte von der Orgelbauwerkstatt Franz Eggert aus Paderborn. Sie umfasste 27 Register und wurde auf einer neu errichteten Orgelbühne aufgebaut. Die Empore im neugotischen Stil störte allerdings die Geschlossenheit des Kirchenraums. Im Zusammenhang mit der Renovierung von 1937 wurde eine neue Orgel geplant. Gebaut wurde sie von Feith in Paderborn. Dabei wurde das Gesamtwerk in zwei selbständige Orgeln aufgeteilt. Die Chororgel umfasste 14 Register und wurde 1939 auf der Mittelempore im Turm angebracht. Sie diente überwiegend der Begleitung des Chorgesangs. Die Hauptorgel mit 36 Registern konnte kriegsbedingt erst 1949 an der Südwand der Kirche aufgestellt werden.
Im Zuge der Renovierung von 1981 zeigte sich, dass der Verschleiß eine grundlegende Erneuerung der Orgel notwendig machte. Ausgeführt wurden die Arbeiten 1985 von der Orgelbauanstalt Siegfried Sauer aus Höxter. Es ist ein weitgehender Neubau. Allerdings wurde ein Großteil der alten Pfeifen übernommen. Weitere Schäden machten Reparaturen notwendig. Seit 1995 besteht die Orgel im heutigen Zustand. Insgesamt verfügt die Anlage über 50 Register mit etwa 3200 Pfeifen. Vom Generalspieltisch an der Chororgel lassen sich deren beiden Manualwerke vom I. und II. Manual und die beiden Werke der Hauptorgel vom I. und III. Manual aus anspielen. Von der Hauptorgel aus lässt sich die Chororgel anspielen, wobei die beiden Chororgelwerke auf dem III. Manual der Hauptorgel zusammengefasst sind.
| I Hauptwerk C–g3 |             |       |
| 1.               | Bordun      | 16′   |
| 2.               | Prinzipal   | 8′    |
| 3.               | Rohrflöte   | 8′    |
| 4.               | Spitzflöte  | 8′    |
| 5.               | Oktave      | 4′    |
| 6.               | Koppelflöte | 4′    |
| 7.               | Quinte      | 2 ⁄3′ |
| 8.               | Oktave      | 2′    |
| 9.               | Mixtur IV-V | 2′    |
| 10.              | Zimbel III  | 1⁄2′  |
| 11.              | Trompete    | 8′    |
| 12.              | Clairon     | 4′    |

| II Schwellwerk C–g3 |                 |        |
| 13.                 | Gedeckt         | 16′    |
| 14.                 | Geigenprinzipal | 8′     |
| 15.                 | Gamba           | 8′     |
| 16.                 | Vox coelestis   | 8′     |
| 17.                 | Bleigedeckt     | 8′     |
| 18.                 | Prinzipal       | 4′     |
| 19.                 | Traversflöte    | 4′     |
| 20.                 | Nasat           | 2 ⁄3′  |
| 21.                 | Schwiegel       | 2′     |
| 22.                 | Terz            | 1 3⁄5′ |
| 23.                 | Oktave          | 1′     |
| 24.                 | Scharff IV      | 1 ⁄3′  |
| 25.                 | Basson          | 16′    |
| 26.                 | Hautbois        | 8′     |
|                     | Tremulant       |        |

| Pedalwerk C–f1 |               |         |
| 27.            | Untersatz     | 32′     |
| 28.            | Prinzipalbaß  | 16′     |
| 29.            | Subbaß        | 16′     |
| 30.            | Quintbaß      | 10 2⁄3′ |
| 31.            | Prinzipalbaß  | 8′      |
| 32.            | Pommer        | 8′      |
| 33.            | Choralbaß     | 4′      |
| 34.            | Bauernflöte   | 2′      |
| 35.            | Cornettbaß IV | 4′      |
| 36.            | Posaune       | 16′     |
| 37.            | Trompete      | 8′      |

| III Chororgel C–g3 |                 |       |
|                    | Hauptwerk       |       |
| 1.                 | Prinzipal       | 8′    |
| 2.                 | Hohlflöte       | 8′    |
| 3.                 | Ital. Prinzipal | 4′    |
| 4.                 | Mixtur III      | 1 ⁄3′ |
|                    |                 |       |
|                    | Schwellwerk     |       |
| 5.                 | Bordun          | 8′    |
| 6.                 | Salicional      | 8′    |
| 7.                 | Blockflöte      | 4′    |
| 8.                 | Doublette       | 2′    |
| 9.                 | Sesquialtera II |       |
| 10.                | Schalmey        | 8′    |
|                    | Tremulant       |       |

| Pedal Chororgel C–f1 |          |     |
| 11.                  | Subbaß   | 16′ |
| 12.                  | Zartbaß  | 16′ |
| 13.                  | Oktavbaß | 8′  |
| 14.                  | Fagott   | 16′ |

- Koppeln: II/I, III/I (auch als Superoktavkoppel), III/II, I/P, II/P, III/P

### Die übrigen Klostergebäude

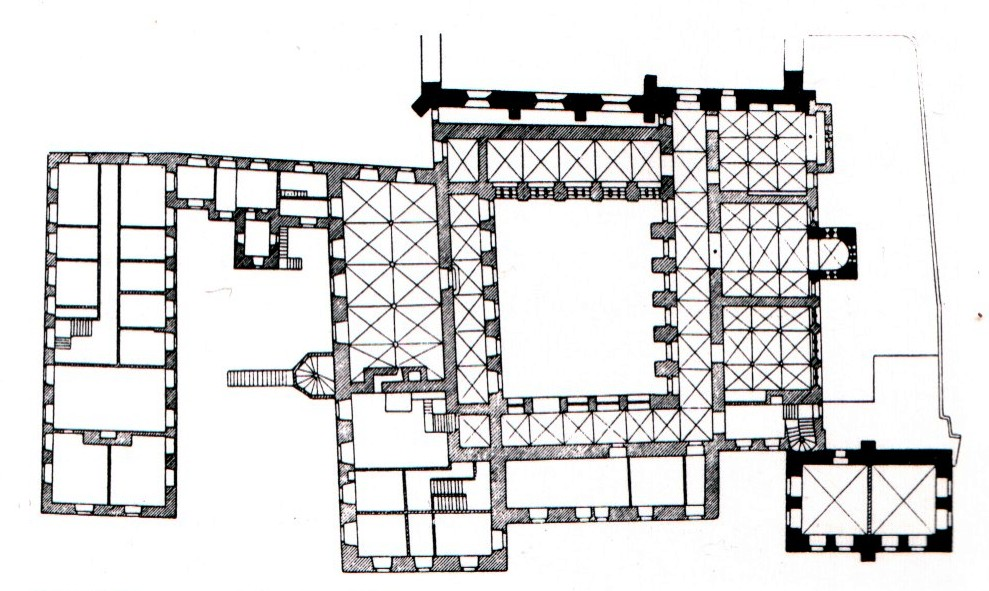
Grundriss des Klosters Wedinghausen (Rekonstruktion des Zustandes vor der Säkularisation. Nicht auf dem Plan ist die Klosterkirche, die im Norden anschließt)

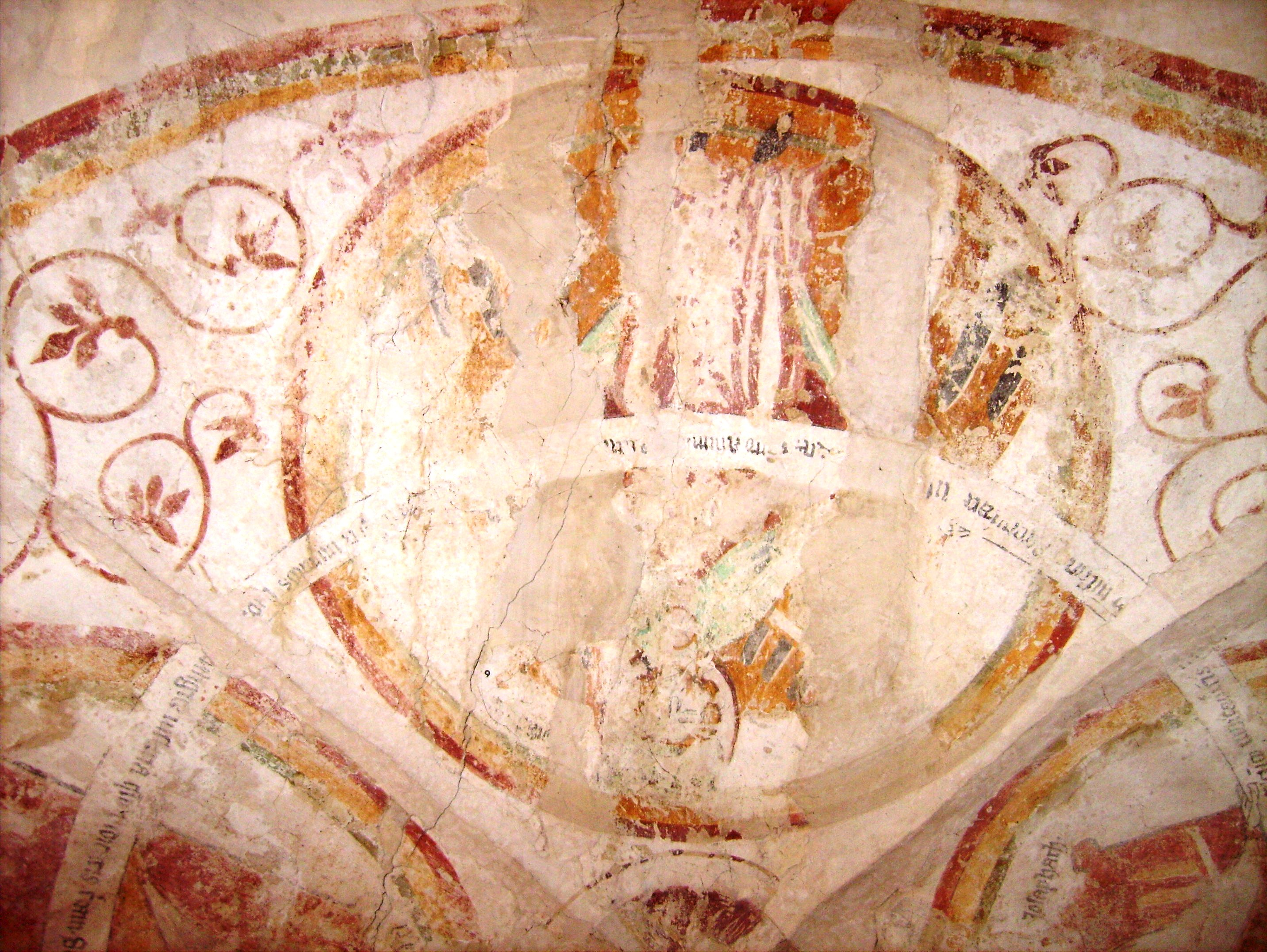
Reste von Deckenfresken im östlichen Kreuzgang aus dem 13. Jahrhundert

#### Gesamtanlage
Die Klosteranlage mit drei Flügeln um den Kreuzgang entsprach einem bei den Prämonstratensern üblichen Bauschema. Im Ostflügel befanden sich die Sakristei, das Kapitelhaus mit der sogenannten Grafenkapelle sowie möglicherweise ein Parlatorium. Im Obergeschoss lagen die Schlafräume der Brüder (Dormitorium), die 1655/56 in ihrer heutigen Form auf die mittelalterlichen Erdgeschosswände und den Kreuzgang aufgesetzt wurden. Daran schloss sich im Süden der etwas abgesetzt errichtete Bibliotheksbau an. Im Südflügel lagen vermutlich das Refektorium und ein im Südwesten vorspringender Küchenbereich. Im Westflügel befand sich zur Zeit des Klosters das Gymnasium Laurentianum. Über einen Verbindungsbau war an diesen Flügel das separat errichtete Abtsgebäude angeschlossen. Im Jahr 1666 wurde, teilweise finanziert durch den Nachlass von Johann Richard Rham, das Abthaus neu errichtet und 1693 auf einem romanischen Kern die Bibliothek erbaut. Der Westflügel mit erhaltenen Resten des romanischen Kreuzgangs wurde im Wesentlichen zwischen 1715 und 1717 errichtet.
Bis zur Eröffnung des Eichholzfriedhofes im Zuge der Säkularisation lag der Friedhof des Kirchspiels Arnsberg an der Nord- und Westseite der Klosterkirche.

#### Ostflügel

##### Kreuzgang und Kapitelsaal
Der Kreuzgang und der Kapitelsaal im Ostflügel wurden im späten 13. Jahrhundert erbaut. Aus einem Vorgängerbau stammt eine 2017 von Archäologen entdeckte Warmluftheizung aus dem 12. Jahrhundert, die bislang älteste Steinspeicherheizung in Westfalen. Jüngere Anlagen dieses insgesamt sehr seltenen Typs stammen aus dem späten 13. Jahrhundert. Der Kreuzgang verfügt über ein feinrippiges Kreuzgewölbe. Nach der 1967 abgeschlossenen Restaurierung sind die frühgotischen Malereien mit religiösen Motiven wieder sichtbar. Am Eingang zum Kapitelsaal finden sich eine Rötelzeichnung von St. Laurentius sowie die Darstellung von Chorherren. Diese stellt vermutlich den Ordensstifter Norbertus und den heiligen Augustinus dar. Umrahmt werden die Figuren von einer reizvollen Ornamentik. In barocker Zeit wurden im Kreuzgang Konsolen und weiterer Bauschmuck angefügt. Der westliche Teil des Kreuzgangs wurde jüngst ebenfalls restauriert. Die im Lauf der Jahrhunderte entstandenen Ausmalungen sind teilweise wieder sichtbar. Die übrigen Teile des Kreuzganges wurden nach 1803 abgerissen. Der ehemalige Kapitelsaal wird heute als Gemeindesaal genutzt. Er enthält eine Balkendecke, die teilweise mit Blumen- und Früchtestuckwerk im barocken Stil verziert ist. Daran schließt die Grafenkapelle an. Sie wurde von Konrad Graf von Arnsberg zu Ehren seiner Eltern Heinrich II. und Ermengardis 1274 erbaut. Es ist ein frühgotischer, einschiffiger und einjochiger Bau mit dreiteiligen farbigen Spitzbogenfenstern an beiden Seiten und im Osten. In der Kapelle war ab 1300 die Grafentumba untergebracht, die heute in der Klosterkirche steht.

##### Grafengruft
Im Zuge von archäologischen Untersuchungen wurde im ehemaligen Kapitelsaal eine Gruft gefunden und geöffnet. Es ist eine kleine, nur etwa 80 cm breite und 2,10 m lange gemauerte Kammer. Unterhalb dieser Gruft fand man Reste einer deutlich älteren Anlage, wahrscheinlich aus der Zeit vor dem Klosterbrand 1210. Ungewöhnlich sind die teilweise gut erhaltenen farbigen Fresken, unter anderem eine Kreuzigungsszene. Die Fresken werden auf die Zeit zwischen 1320 und 1340 geschätzt. Am wahrscheinlichsten ist die Zeit um 1330, als auch die Grafentumba entstand. Derartige Grabmalereien war aus Westfalen waren vorher unbekannt. Ähnliches findet sich in Bonn, Lübeck oder Mainz. Verbreitet waren derartige Grüfte allerdings in den südlichen Niederlanden, insbesondere in Flandern, aber auch in Brabant. In Brügge begann die Entwicklung etwa um 1270. Der Malstil ist allerdings mit anderen Malereien der Zeit vergleichbar. Durch Baumaßnahmen des 19. Jahrhunderts wurde die Kammer teilweise zerstört. Aufgrund der aufwendigen Malerei wird angenommen, dass in der Kammer eine herausgehobene Persönlichkeit bestattet wurde. Möglicherweise ist es das Grab des Klostergründers Heinrich I. oder eines seiner unmittelbaren Nachfolger. Die Knochen, die sich früher in der Gruft befanden hatten und sich heute in der Grafentumba befinden, wurden 2019 zur Untersuchung entnommen. Ein DNA-Vergleich und weitere Untersuchungen sollen feststellen, ob es tatsächlich Überreste von Personen aus der Grafenfamilie sind.

### Umbauten, Renovierungen und neue Nutzungen

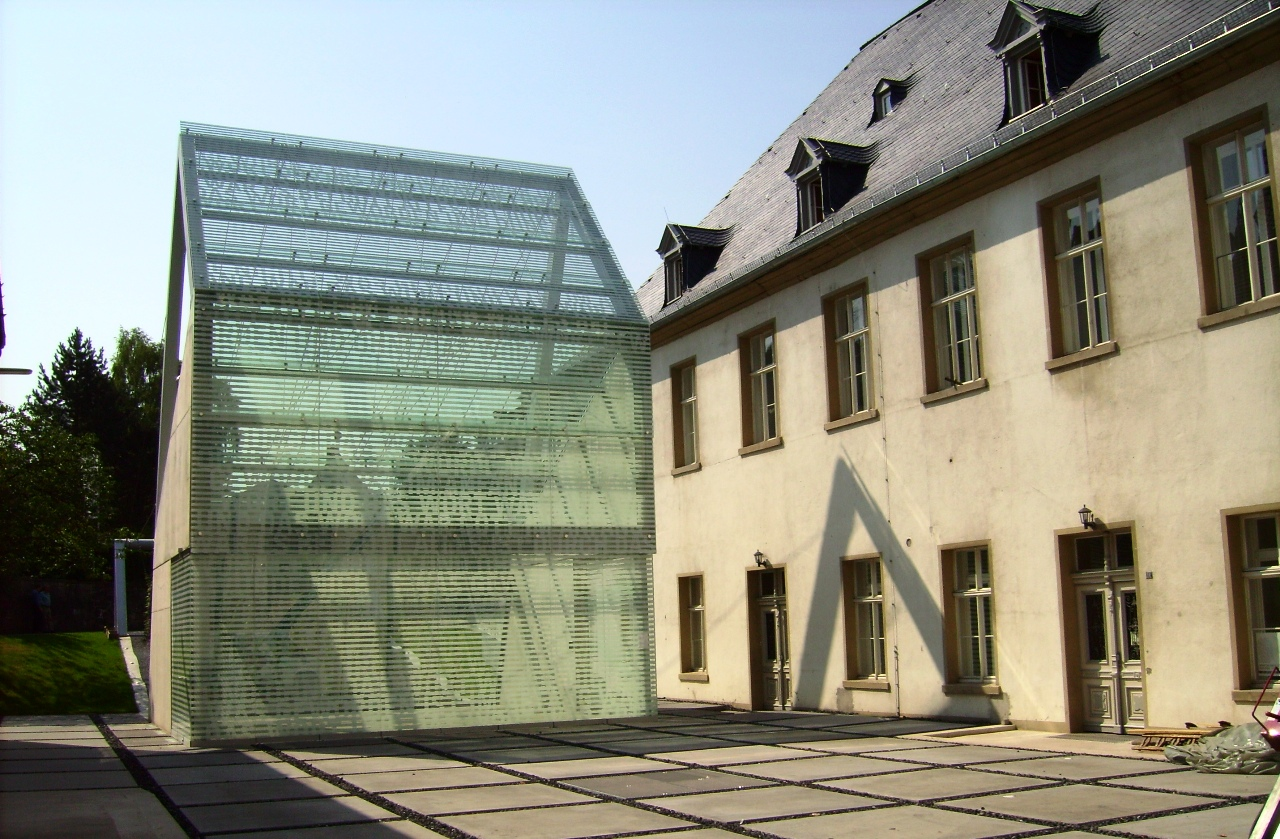
Glasbau im Bereich des ehemaligen Südflügels

Erhebliche bauliche Veränderungen waren mit der Säkularisation verbunden. Teile der Klosteranlage wie der Verbindungsbau vom ehemaligen Abtgebäude zum Westflügel (1826), der gesamte Südflügel (1886), der direkt an die Kirche gebaute Teil des Kreuzganges sowie zahlreiche wirtschaftlich genutzte Nebengebäude wurden abgerissen. Teilweise wurde der Ostflügel in Wohnungen umgewandelt. Durch den Umbau zu einem Jugendheim kam es 1959/60 erneut zu erheblichen Eingriffen in die Bausubstanz dieses Klosterteils. An der Stelle des ehemaligen Verbindungsbaus befindet sich seit 1826 das Tor des abgerissenen Schlosses in Hirschberg aus dem 17. Jahrhundert. Die Klosterbibliothek wurde 1853 zur Aula des Gymnasiums umfunktioniert und baulich vom Ostflügel abgetrennt. Der Westflügel ging in den Besitz der Stadt Arnsberg über und wurde für schulische Zwecke erheblich umgebaut. Der Bau wurde fast völlig entkernt und neue Treppenanlagen wurden eingebaut. Zu weiteren baulichen Veränderungen kam es in den 1930er-Jahren, als unter anderem der ehemalige Grabaltar Kaspar von Fürstenbergs als Hochaltar aufgestellt wurde. In den Jahren 1956/57 wurden die Schäden des Zweiten Weltkriegs beseitigt. Das Kapitelhaus wurde zwischen 1987 und 1988 renoviert. Eine erneute Renovierung wird im Zusammenhang stehen mit der Ansiedlung von Mitgliedern der Katholischen Gemeinschaft Schalom. Dazu wird unter anderem das Obergeschoss für Wohnzwecke umgebaut und der Klostergarten hergerichtet. Die ehemalige Remise soll zu einer Begegnungsstätte werden. In dem Zusammenhang ist auch eine Renovierung des Kirchendaches und der Fassade vorgesehen.
Im Bereich des Westflügels stellte sich nach 2002 mit der Verlegung des dort angesiedelten Sauerlandkollegs die Frage einer Folgenutzung. Baulich wurde ein Teil der Umbauten des 19. und 20. Jahrhunderts rückgängig gemacht und etwa der barocke Dachboden wiederhergestellt. Auch die mittelalterlichen Kellerräume wurden renoviert, im Bereich des Kreuzganges wurden einige der alten Ausmalungen sichtbar gemacht. Im Erdgeschoss befindet sich seither eine Ausstellung zur Klostergeschichte. In der darüberliegenden Etage befinden sich Magazinräume des Stadtarchivs und im Bereich des Dachgeschosses der Arbeits- und Publikumsbereich des Stadt- und Landständearchivs. Neben dem Westflügel kam es auch zur Neugestaltung weiterer Bereiche. So wurde die zuletzt als Musiksaal des Gymnasiums Laurentianum genutzte Klosterbibliothek renoviert. Sie ist nunmehr Aufbewahrungsort eines Teils der historischen Schulbibliothek und Veranstaltungssaal. Neu errichtet wurde ungefähr an der Stelle des Südflügels ein Glasgebäude, das mit seiner Gestaltung an den verlorenen Teil der Klosteranlage erinnern soll, ohne das ehemalige Gebäude zu imitieren. Die von dem Kölner Architekten Gerhard Kalhöfer entworfene Neugestaltung hat 2002 den vom Land Nordrhein-Westfalen ausgeschriebenen Wettbewerb „Stadt macht Platz – Land macht Plätze“ gewonnen. Die damit verbundenen Fördergelder ermöglichten die Verwirklichung des Projekts. Dieser Neubau aus Beton, Stahl und Glas vermittelt zwischen dem architektonischen Raum und der Natur. Die Gestaltung blieb aber nicht ohne Kritik in der lokalen Öffentlichkeit. Seit 2009 finden jährlich mindestens drei Ausstellungen für zeitgenössische Kunst in dem Gebäude mit dem Namen Lichthaus Arnsberg statt. Der ehemalige Bierkeller des Klosters dient nach einem Umbau seit April 2009 dem Arnsberger Heimatbund als Veranstaltungsort. Im Juni 2009 war der Westflügel Denkmal des Monats in Westfalen-Lippe. Der Kreuzgang und der Ostflügel werden seit 2015 mit finanzieller Unterstützung des Landes Nordrhein-Westfalen saniert.

## Bedeutung
Neben den Klöstern Grafschaft und Bredelar war Wedinghausen das bedeutendste Kloster im Herzogtum Westfalen. Nur diese drei hatten zum Beispiel eine umfangreiche Klosterbibliothek. Hatte Grafschaft im Mittelalter mit Blick auf die Größe des Konvents, des geistigen Lebens, aber auch in Hinsicht auf die Besitzungen die erste Stellung eingenommen, ging diese im 16. und insbesondere 17. Jahrhundert auf Wedinghausen über. Ein Grund für die Sonderstellung war die Funktion der Klosterkirche als vorübergehende erzbischöfliche Kathedralkirche bei der Anwesenheit der Erzbischöfe von Köln in der Hauptstadt ihres Nebenlandes des Herzogtums Westfalen. Diese Rolle zeigte sich noch stärker nach der Flucht des Kölner Domkapitels nach Arnsberg. Nicht zuletzt aus diesem Grund war die Pfarrei Arnsberg (eng verbunden mit dem Kloster) die einzige im Herzogtum Westfalen, die keinem Dekanatsverband angehörte. Der zweite Grund für die Sonderstellung war das Gymnasium Laurentianum, das insbesondere nach 1783 die einzige vollständige höhere Schule im Herzogtum war.

## Heutige Pfarrgemeinde
Die ehemalige Hauptkirche des Klosters Wedinghausen ist zurzeit eine Propstei- und Pfarrkirche. Die heutige Laurentius- oder Propsteigemeinde und ihre Geschichte wurden im Februar 2023 in einer Verkündigungssendung auf WDR 2 vorgestellt, denn es wurde das 850-jährige Jubiläum des Klosters gefeiert. Sie hat derzeit etwa 2700 Gemeindemitglieder. Zu ihrem Zuständigkeitsbereich gehören außerdem die neugotische Kapelle (geweiht 1868) auf dem Kreuzberg und der dazugehörige Kreuzweg sowie die Kapelle St. Joseph im Stadtteil Uentrop. Hinzu kommt die Stadtkapelle St. Georg in der Arnsberger Altstadt. Seit 2003 ist die Gemeinde Teil des Pastoralverbundes Arnsberg-Wedinghausen. Bei grundsätzlicher Selbstständigkeit gehören dazu die Gemeinden Propstei St. Laurentius, die Pfarrei Heilig Kreuz, beide in Arnsberg sowie die Pfarrvikarien St. Stephanus in Niedereimer und St. Franziskus Xaverius in Wennigloh.

## Pröpste und Äbte
Die Klostervorsteher trugen im 12./13. Jahrhundert den Titel Abt, davor und danach den Titel Propst. Erst seit 1518 wurden sie wieder als Äbte bezeichnet.

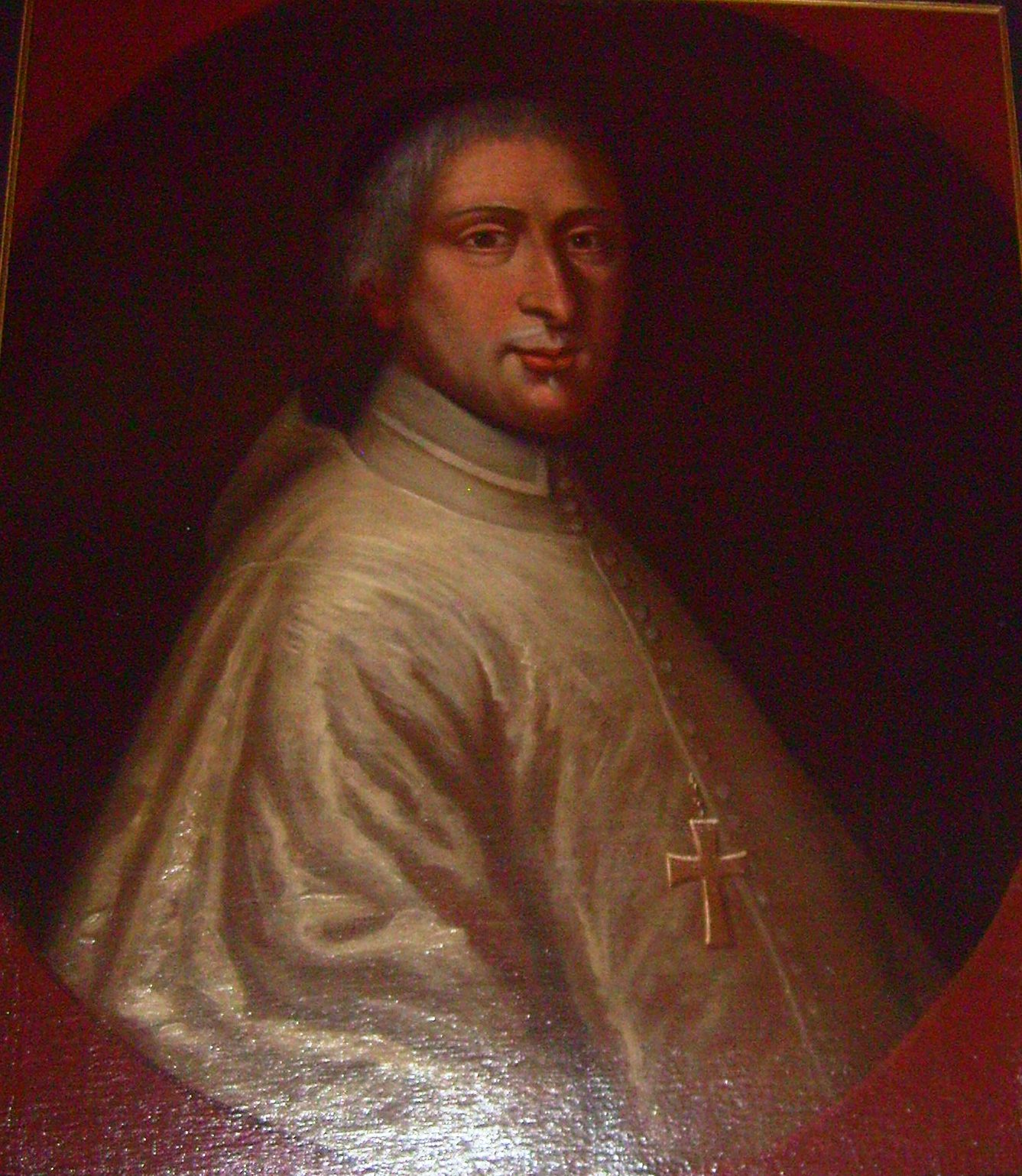
Michael Reinhartz, 1663–1688
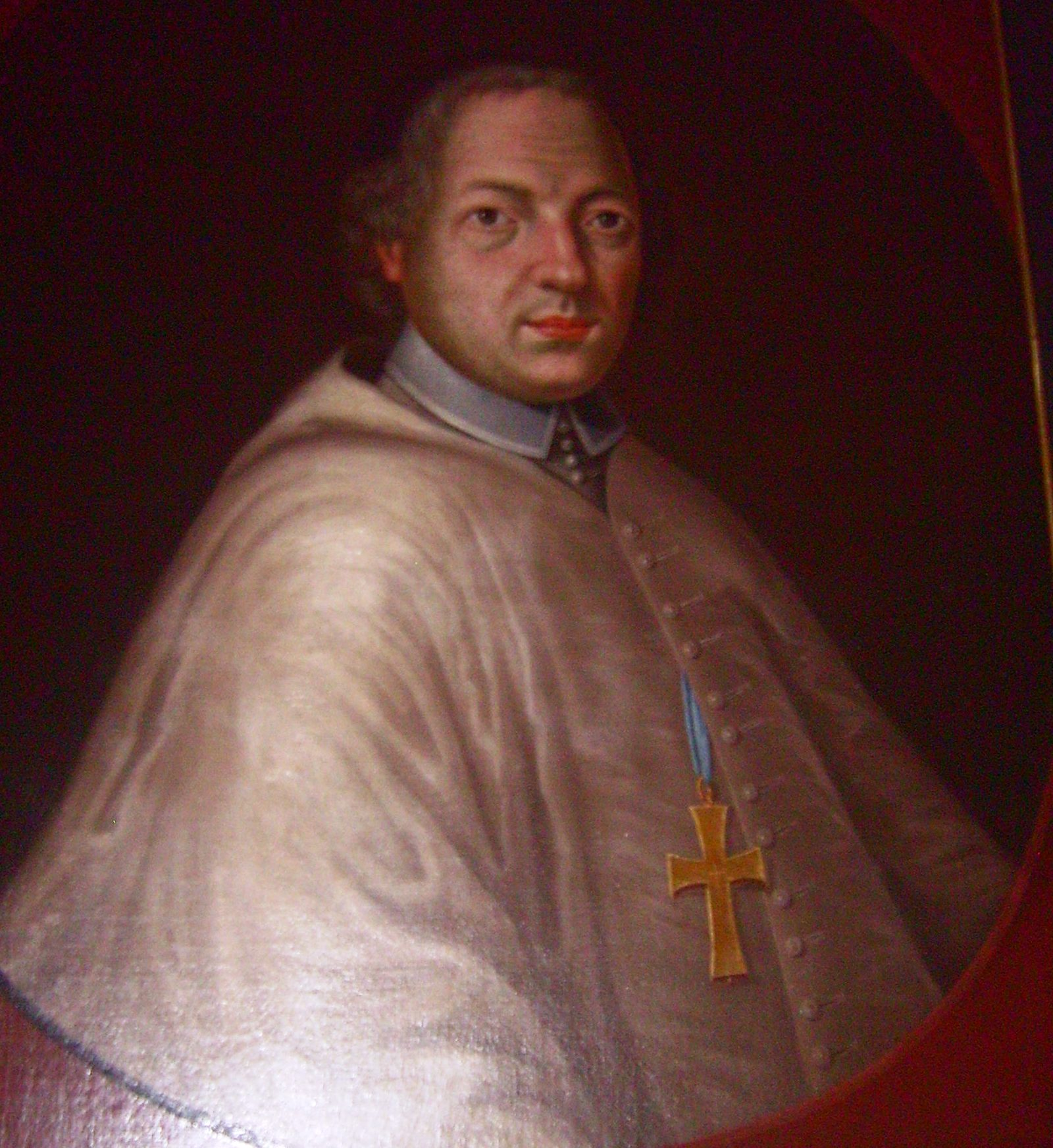
Carl Berg, 1715–1724
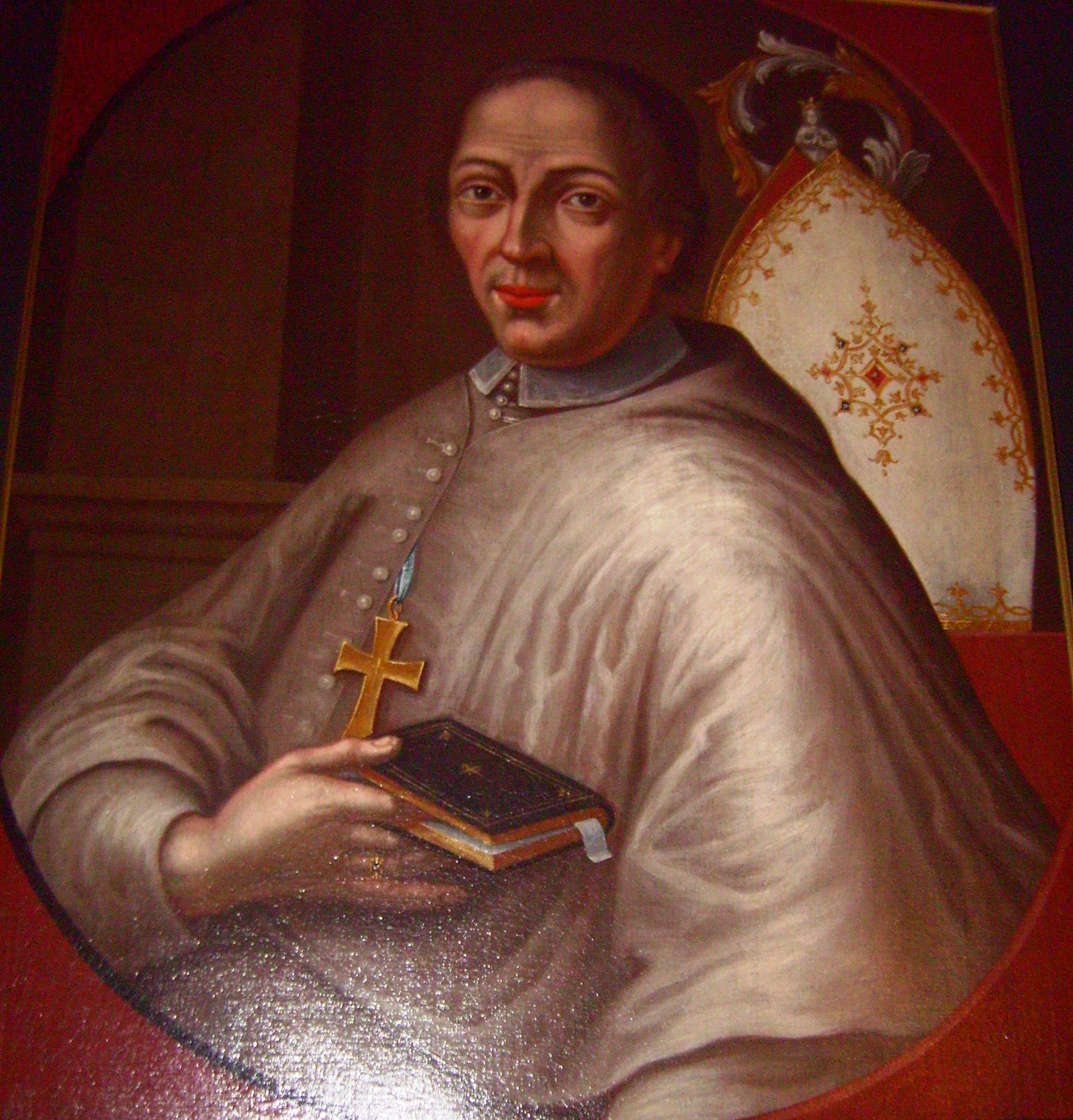
Hermann von Ascheberg, 1724–1726
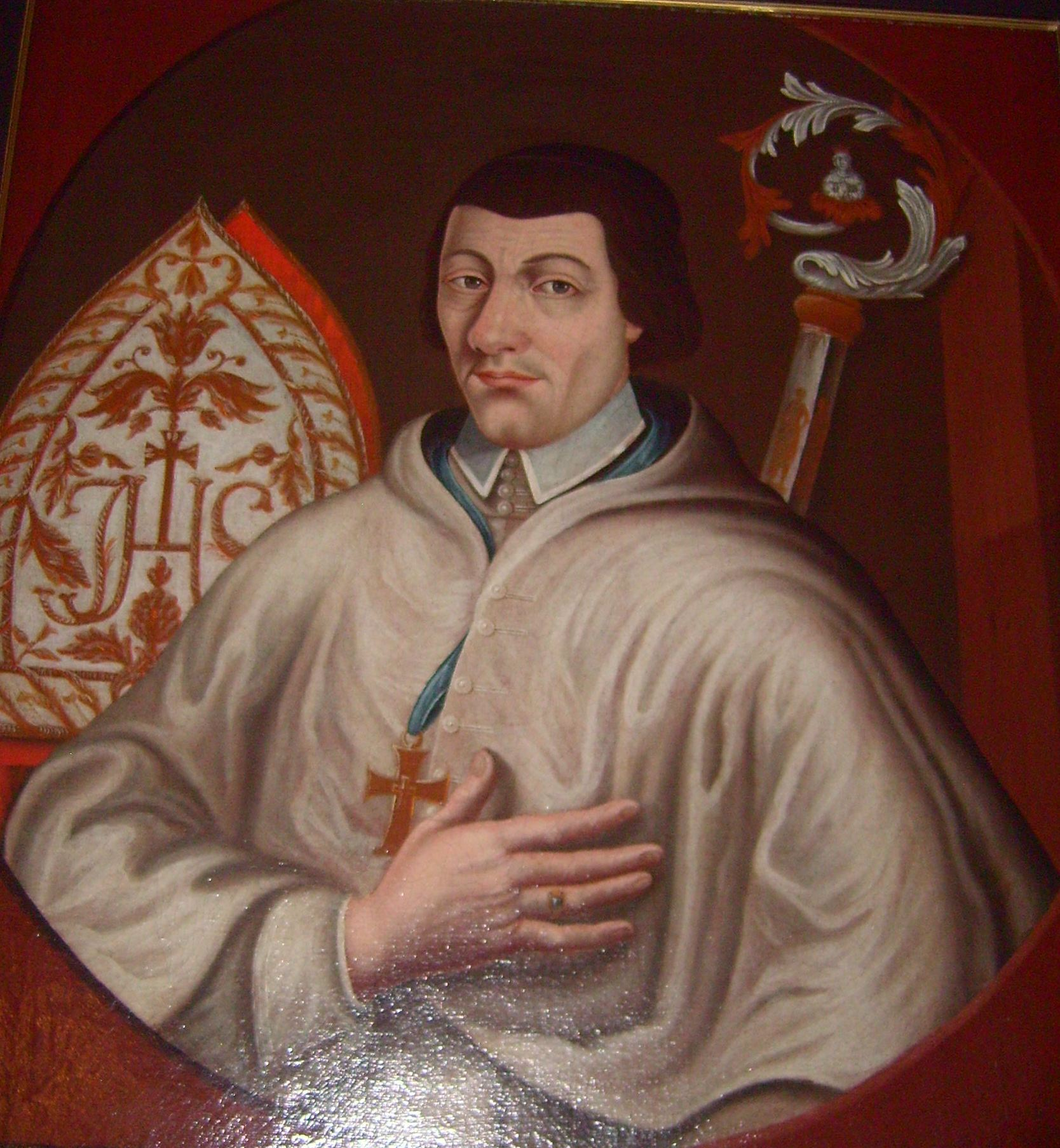
Adrian Höynck, 1736–1749
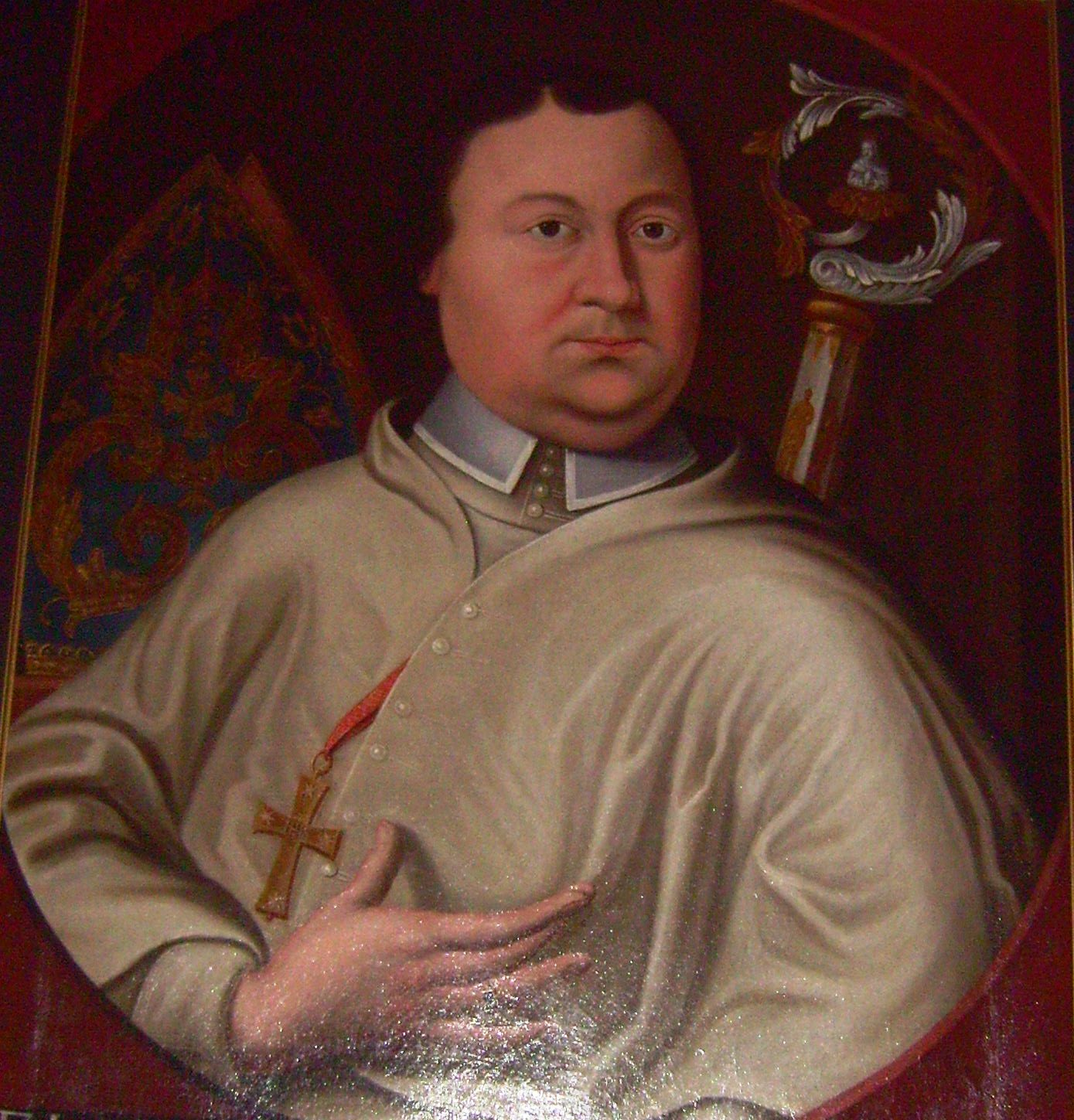
Ludwig Leine, 1749–1770

- Reiner aus Marienweerd, 1173
- Christian (Abt), 1196–1197
- Arnold (Abt), 1202–1217
- Hartmodus, 1217–1247
- Wilhelmus, um 1253
- Heinrich, um 1258
- Friedrich, um 1261
- Eustatius, 1267–1271
- Wigand, 1272–1303
- Gerhard, 1305–1313
- Johann Maken, 1315–1320
- Theoderich, 1320–1322
- Heinrich Lange, 1323–1337
- Gerhard von Ende, 1340–1342
- Berthold, um 1348
- Hermann von Medebach, 1352–1353
- Jakob von Hemsode, um 1357
- Hillebrand von Dortmund, um 1370
- Gottfried von Plettenberg, 1371–1379
- Arnold Wulff, 1387–1404
- Gerwin Schüngel, 1407–1455
- Herbord Meinershagen, 1455–1469
- Wedekind von Plettenberg, 1469–1486
- Johannes Meesen aus Quedlinburg, 1486–1511
- Johannes Bock, 1511–1513
- Adrian Tütel (seit 1518 Abt), 1513–1531
- Hermann Lilie, 1531–1550
- Johann Stockhausen, 1550–1555
- Michael Brandis, 1555–1581
- Johann Köster, 1587–1610
- Gottfried Reichmann, 1613–1643
- Theodor Kellner, 1643–1649
- Lambert Topp, 1649–1653
- Heinrich Coccius, 1653–1663
- Michael Reinhartz, 1663–1688
- Norbert Bicker, 1688–1715
- Karl Berg, 1715–1724
- Hermann von Ascheberg, 1724–1726
- Nikolaus Hengesbach aus Eversberg, 1726–1736
- Adrian Höynck aus Bilstein, 1736–1749
- Ludwig Leine aus Stockum, 1749–1770
- Norbert Engelhard aus Olpe, 1770–1781
- Franz Fischer aus Calle, 1781–1803